# アイルトン・セナ
アイルトン・セナ・ダ・シルバ（Ayrton Senna da Silva, 1960年3月21日 - 1994年5月1日）は、ブラジルのレーシングドライバー。F1世界選手権において、1988年・1990年・1991年と、計3度ワールドチャンピオンを獲得した。
F1史を代表するドライバーの1人とされ、多くの投票で「史上最高のF1ドライバー」や「史上最も影響力のあるF1ドライバー」に選出されている。計65度のPP獲得数は、2006年にミハエル・シューマッハに更新されるまで歴代1位の記録であった。
アラン・プロスト、ネルソン・ピケ、ナイジェル・マンセルとは、1980年代から1990年代前半のF1を象徴する存在として、「四強」「ビッグ4」「F1四天王」などと纏めて呼ばれることもある。特にプロストとの熾烈なライバル関係が知られ、日本では2人の争いが「セナ・プロ決戦」「セナ・プロ対決」などと呼ばれた。
異名には「Genius（天才）」「マジック・セナ」などがあり、若手時代には「ハリー」の愛称でも呼ばれた。日本では、古舘伊知郎が名付けた「音速の貴公子」がよく知られている。

## F1以前

### 出生・幼少期
アイルトン・セナ・ダ・シルバは、サンパウロのサンタナ地区にあるプロマトレ産科病院で生まれた。セナは地主で工場経営者でもある資産家ミルトン・ダ・シルバとその妻ネイジ・セナ・ダ・シルバの長男であり、姉のヴィヴィアーニと弟のレオナルドという姉弟がいた。
セナは人生の最初の4年間を、母方の祖父ジョアン・セナが所有する家で過ごした。両親はセナを「ベコ（Beco）」というニックネームで呼んでいた。
優れた運動神経を持った子供であり、体操やその他のスポーツを得意とした。自動車とモータースポーツに興味を持ったのは、セナが4歳の時だった。その一方で、幼少時のセナには運動協調性の問題があり、3歳になった時点でも階段を登ることが苦手だった。そのため脳波図（EEG）を調べたが、全く異常が無いことが確認された。
セナが7歳の時、家族が所有する農場で初めてジープを運転し、クラッチを使うことなくギアチェンジすることを覚えた。セナはサンパウロのイジェノポリス地区にあるカレジオ・リオ・ブランコを1977年に卒業し、その後は経営学に特化された大学に進学したが、3ヶ月通った後に退学した。

### カートレース

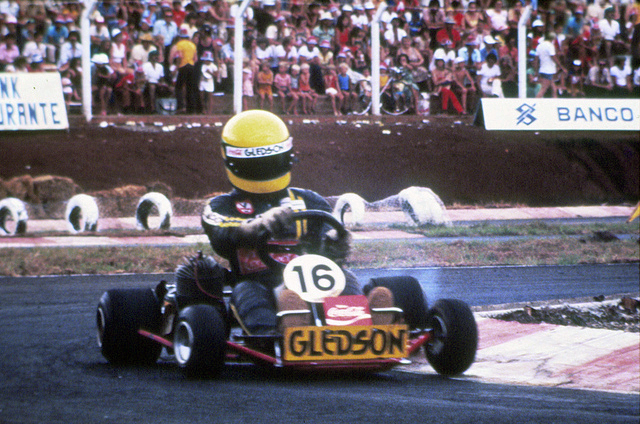
セナは13歳でレーシングカート競技に参加し始めた。

セナに与えられた初めてのレーシングカートは父ミルトンが自作したもので、1馬力の小さな芝刈り機用エンジンを載せていた。父ミルトンは息子のレース活動をサポートし、セナの才能を認めるルシオ・パスカル・ガスコンがその成長を助けた。
セナが13歳の時、インテルラゴス・サーキットで初めてレーシングカートの競技会に参加した。セナは先頭から初レースをスタートし、自分より数歳年上のライバルたちを相手にレースの大半をリードして見せたが、最終的にライバルの1人に接触されてリタイアした。
セナは1977年に南アメリカ・カート選手権を制した。その後、セナは1978年から1982年にかけて世界カート選手権に参戦し、1979年と1980年にはシリーズランキングで2位となった。1978年にチームメイトとなったテリー・フラートンは、のちにセナによって最も対戦を楽しめたライバルとして名前を挙げられている。
また、1978年には当時の日本国内カートレースの最高峰「ジャパンカートレース（ジャパンカートグランプリ）」に参戦するために来日し、4位入賞した。団体戦では増田二三四・平野晴男とともに5位に入った。
1980年のシーズンオフに、幼馴染のリリアンと結婚した。

### ジュニア・フォーミュラ

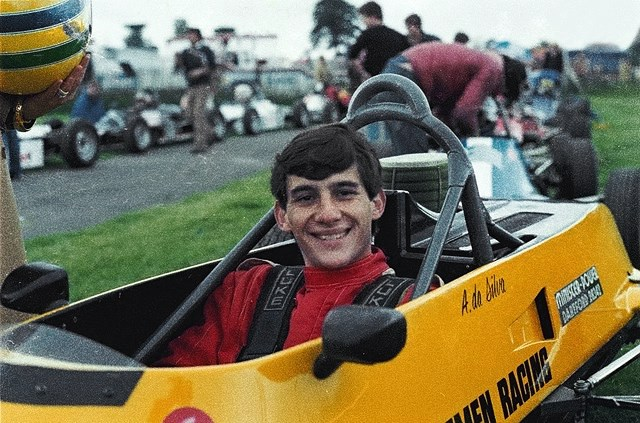
フォーミュラ・フォード1600のコックピットに座る21歳のセナ。マシンには「A. ダ・シルバ」と表記されている。（1981年）

1981年2月、セナはフォーミュラカーレースに参戦するため、妻リリアンと共にイギリス（イングランド）に渡った。1981年シーズン、セナはフォーミュラ・フォード1600の2つのシリーズに参戦して両方の選手権でチャンピオンとなった。イギリスで成功を収めたにもかかわらず、家業を手伝うように求める両親からのプレッシャーもあり、セナは1981年シーズンの終了後にフォーミュラ・フォードからの引退を発表し、ブラジルに帰国した。
しかしレースへの情熱は冷めがたく、ブラジルでの生活を強く希望した妻リリアンと両者合意の上で離婚し、1982年2月に単身で再度イギリスに渡った。1982年シーズン、セナはフォーミュラ・フォード2000に転向し、イギリス選手権とヨーロッパ選手権でチャンピオンとなった。1982年のフォーミュラ・フォード2000はF1の前座として開催されることも多く、セナは5月にゾルダーでジル・ヴィルヌーヴの死亡事故を目の当たりにし、数ヶ月後のホッケンハイムでもディディエ・ピローニの大事故に居合わせた。

### F3

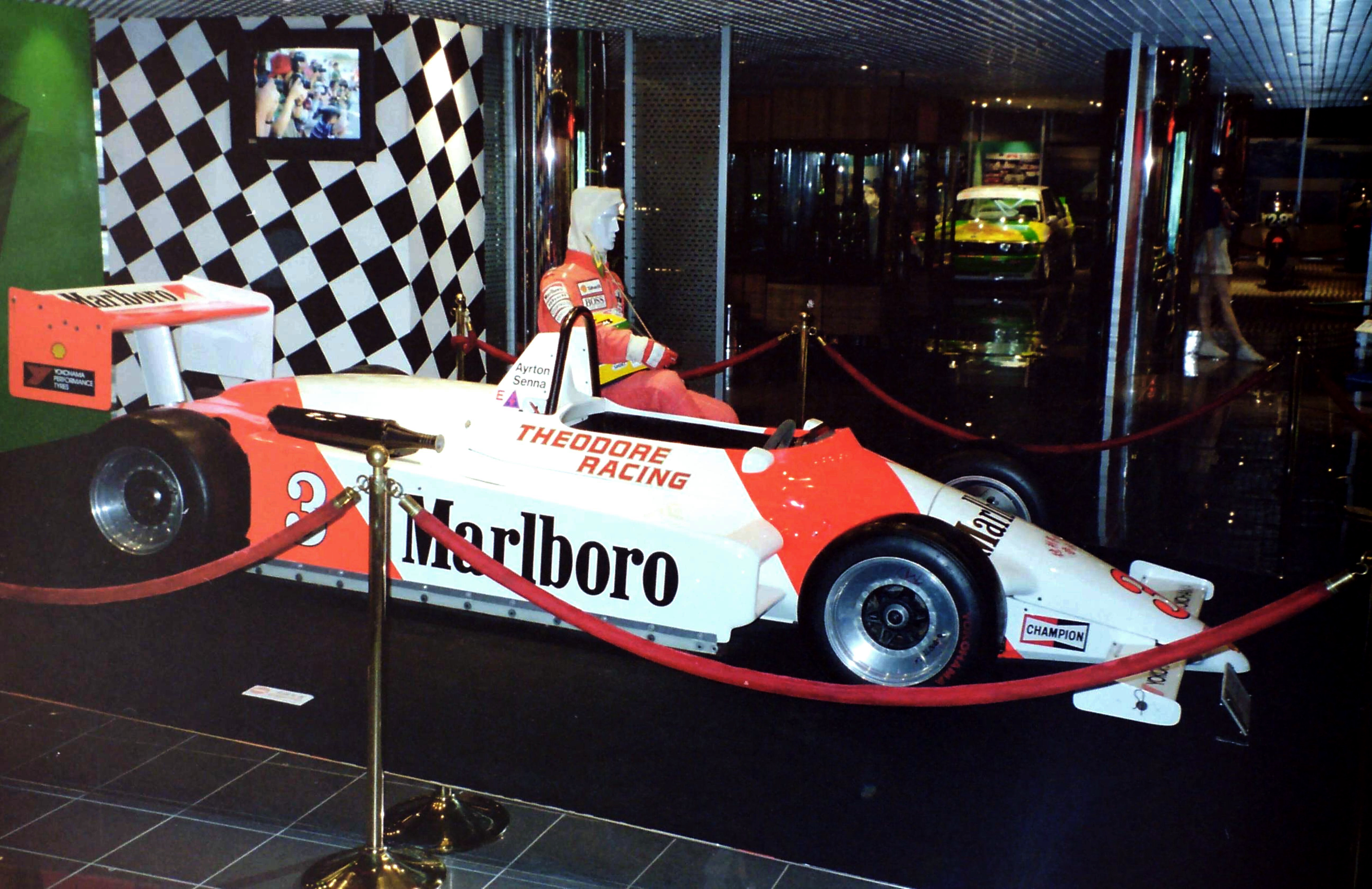
マカオGP優勝車

1983年シーズン、セナはイギリスF3選手権にウエストサリー・レーシングから参戦し、シーズン前半は連勝を続け選手権首位を独走した。しかし後半戦以降はエディ・ジョーダン・レーシング所属のマーティン・ブランドルがセナとの差を縮め、両者の関係が険悪になるほどの激しいタイトル争いとなったが、最終的にセナが僅差でチャンピオンを獲得した。最終成績は、20戦中12勝という当時の最多勝記録だった。
また、初めてF3規格で開催されたマカオGPにセオドールから参戦し、2ヒートを連取して優勝した。この年のマカオGP予選でセナが記録したタイムは、1990年にミカ・ハッキネンとミハエル・シューマッハが更新するまで、7年にわたりコースレコードであった。
なおセナがイギリスF3王者・マカオGP優勝者となったときのマシンはいずれも、トヨタ・2T-Gエンジンを搭載していた。
この頃から、父方の姓「ダ・シルバ」ではなく母方の姓「セナ」を表向きに名乗るようになる。

## F1

### デビュー前の交渉
F1へステップアップする際には、マクラーレン、ウィリアムズ、ブラバムのマシンテストに招かれ交渉し、当初ブラバム入りが有力となるも、当時ブラバムのエースで前年チャンピオンであるネルソン・ピケが反対したため実現しなかったとの説があった。ブラバムのボスだったバーニー・エクレストンによると、1983年オフのテストで何名かの若手をテストし、一番速かったセナをエクレストンも強力に欲していた。しかしメインスポンサーのイタリア乳製品企業「パルマラット」がチームの2名ともブラジリアンになる事へ難色を示し、1人はヨーロッパドライバーにとの要求があったため、エクレストンはイタリア人のテオ・ファビをピケのサポート役に決定。セナのブラバム入りはご破算となった。その後、複数チームとの交渉を経て、デレック・ワーウィックを移籍で失ったトールマンと契約締結しF1デビューが決まった。

### トールマン時代
1984年

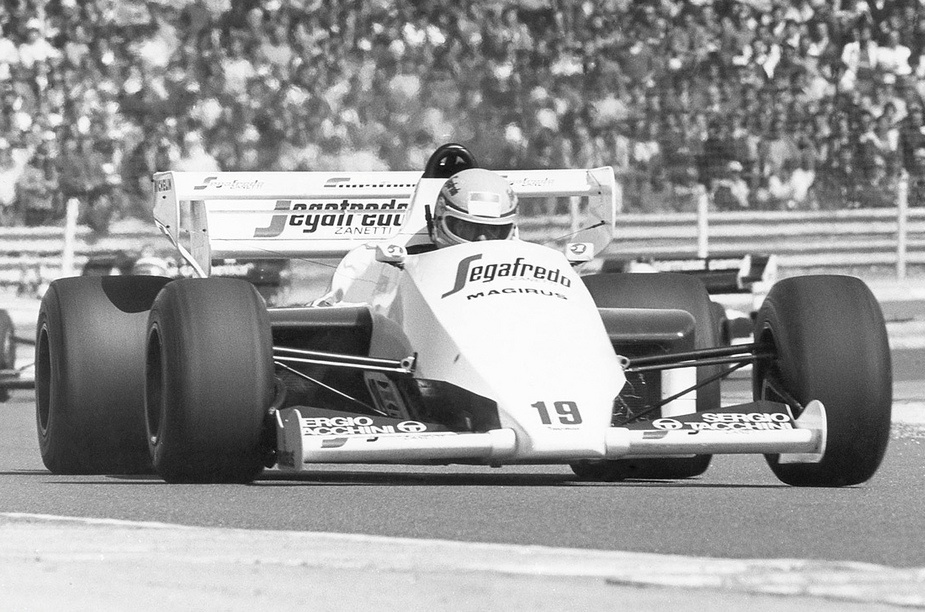
トールマンTG184・ハート

初戦ブラジルGPは前年型のTG183で出場。ターボトラブルでリタイアしたが、第2戦南アフリカGPで6位に入り、初入賞を達成。しかし前年型マシンはワーウィックやブルーノ・ジャコメリに合わせて作られておりステアリングが重く、腕力を必要としたため、まだ線の細かったセナは体力面で苦労をしていた。第4戦サンマリノGPではチームがピレリからミシュランへとタイヤメーカー契約を変える際の契約トラブルも重なり、キャリア唯一となる予選落ちを喫している。第5戦からニューマシンTG184が投入されると、大雨でハーフレースとなった第6戦モナコGPでは、予選13位から追い上げ2位でフィニッシュ。自身とトールマンにF1初の表彰台をもたらすと同時に、自身初のファステストラップも記録した。
第10戦イギリスGP・最終戦ポルトガルGPでも3位に入り、計3度の表彰台を経験。またティレル勢の「水タンク事件」による記録抹消に伴い、7位で完走していた第3戦ベルギーGPが6位に繰り上がったため、入賞は参戦した15戦中5レースとなった。予選最高位は、ポルトガルGPでの3位グリッドだった。
マシントラブルやF1での経験不足から安定した結果は残せなかったが、第8戦デトロイトGPでの予選7位、第9戦ダラスGPでの予選6位から一時4位走行、ドイツGPでの一時5位走行等、市街地コースを中心に速さを垣間見せることとなった。リタイヤは8回を数えたが、それでもランキングでロータスのナイジェル・マンセルと並び9位に入った。
シーズンの途中で翌年からのロータス移籍を発表するが、トールマンとは3年契約を結んでいたため二重契約として問題になった。結局はロータスとセナがトールマンに違約金を支払い、セナ自身に1レースの出走禁止の処分を課すことを条件に翌年からのロータス移籍は実現した。この影響でセナは第14戦イタリアGPでピエルルイジ・マルティニにシートを明け渡した。実質上の代役はステファン・ヨハンソンであるが、イタリアGP後怪我で出走出来ないジョニー・チェコットの代役の座に移った。そのためイタリアGPのみヨハンソンがカーナンバー19のセナのマシンに乗っている。
また、この年にはF1とスケジュールが重ならなかった6月15日のWEC第4戦ニュルブルクリンク1000kmレースにヨースト・レーシングのNEWMANポルシェ・956（アンリ・ペスカローロ、S.ヨハンソンとのチーム）で参戦し、これがグループCカー及び耐久レースへの唯一となる参戦歴となっている（予選9位/決勝8位）。

### ロータス時代
1985年
当時名門に数えられていたロータスに移籍し、F1通算16戦目となる第2戦ポルトガルGPで自身初のPPを獲得した。豪雨となった決勝でもスタートから終始トップを走行し、2位のミケーレ・アルボレートに1分以上の差をつけ、3位以下は全て周回遅れにする独走でF1初優勝を果たした。しかしシーズン前半は安定感に欠け、入賞レースはポルトガルGPのみだった。一方で、セナの速さはFLや連続PPなどの記録として表れ始めた。
シーズン後半には決勝レースでの結果も安定し、第10戦オーストリアGPから5戦連続で表彰台に立つ。特に、雨となった第13戦ベルギーGPでは、予選2位からスタートでトップを奪い、以後ゴールまで独走というポルトガルGPと類似した展開で自身2勝目を挙げた。マシントラブルやガス欠などにより、予選でのPP7回に対し優勝は上記の2回のみとなったが、シーズン後半に安定してポイントを積み重ねたことで、ロータスのエースだったエリオ・デ・アンジェリスを上回るランキング4位となった。
「予選」と「雨」に強さを見せた一方で、車体下面・後方から立ち上がる火花などからマシンのレギュレーション違反が疑われて検査がなされたり（違反項目は見つからず）、ダーティーな走りが問題にされる一面もあった。特に第4戦モナコGP予選では、他者のタイムアタックを妨害したとしてアルボレート、ニキ・ラウダらに苦言を呈され、後にセナが謝罪する事態となった。
シーズン終了後にはデ・アンジェリスがブラバムに移籍し、ロータスのチームマネージャーであるピーター・ウォーはその後継ドライバーとしてデレック・ワーウィックを加入させたいと考えていたが、セナはこれに反対し「チームの資金を補うために1カー体制にすべき」と希望していた。イギリスのチームであるロータスに同国籍のワーウィックが加入した場合に、チーム内での自分の立場が危うくなると感じての行動であったという説もあった。結局後継のドライバーはF1ルーキーのジョニー・ダンフリーズとなった。
1986年

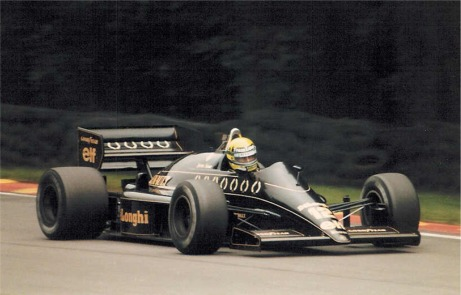
ロータス98T・ルノー

前年は名目上セカンド・ドライバーであったが、この年より名実ともにロータスのNo.1ドライバーとなった。シーズン前半は8戦中6戦でポイントを獲得し、第2戦スペインGP・第7戦デトロイトGPでは優勝を記録した。スペインGPでの勝利は、背後に迫るマンセルを0.014秒という僅差で抑えきったもので、完全ドライコンディションでは初の勝利でもあった。
シーズン後半はマシントラブル続きでリタイヤが多く、獲得ポイントは停滞した。マンセル、プロスト、ピケとのチャンピオン争いが佳境に入る中、第12戦オーストリアGPでは、エンジン・トラブルでレース前半にリタイヤ。第13戦イタリアGPにおいては、クラッチ・トラブルでスタート直後にリタイヤ。第14戦ポルトガルGPでは、終盤まで2位を走行していたが、ファイナルラップでガス欠に見舞われ4位に終わり、この時点で2戦を残しドライバーズ・チャンピオンの可能性が消滅した。ドライバーズランキングは4位。
予選では前年を上回るシーズン16戦中8度のPPを獲得したが、優勝は前年同様2勝に留まった。またウィリアムズ・ホンダ勢との争いで苦戦を強いられたことで、ホンダエンジンの獲得を希望するようになった。
1987年

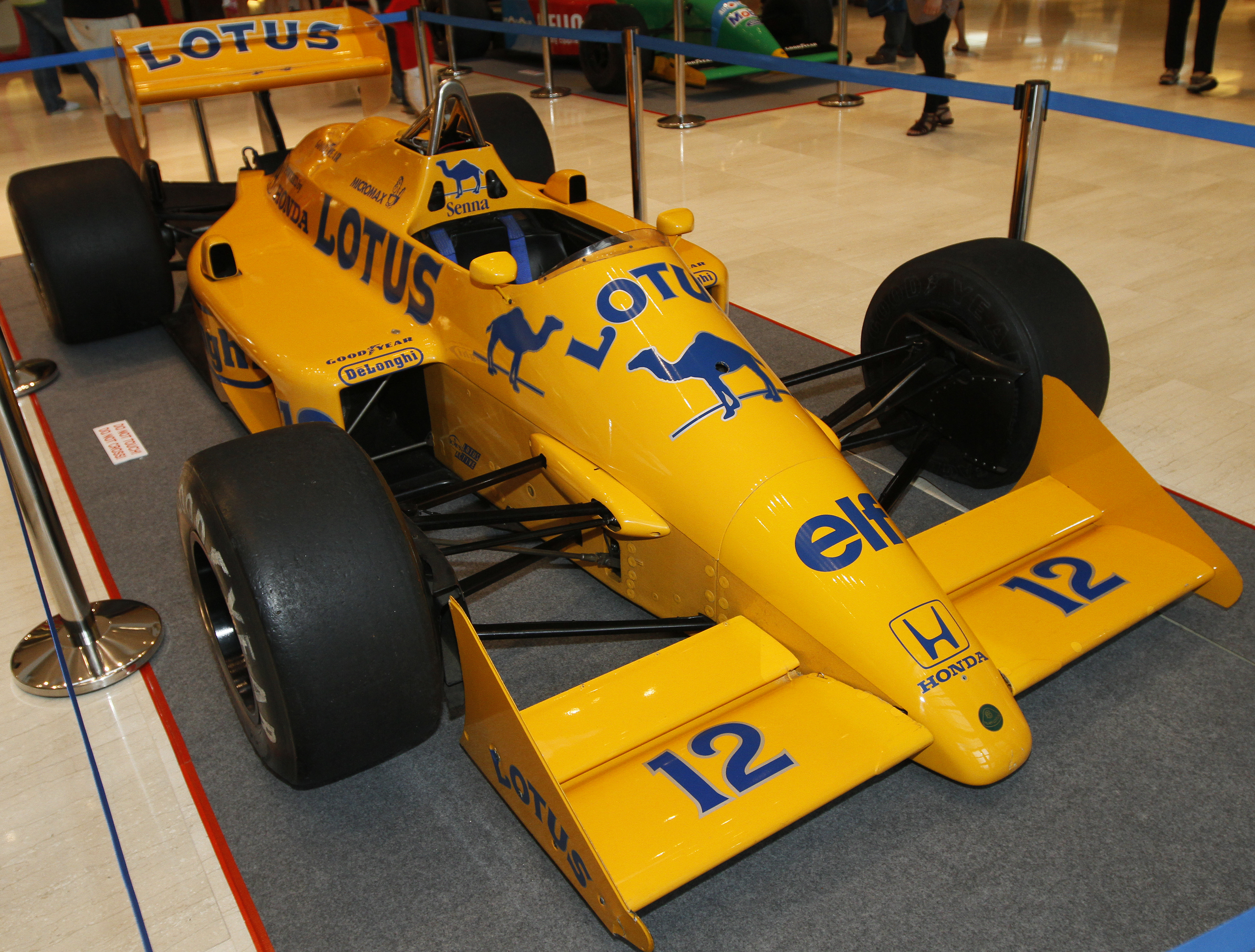
ロータス99T・ホンダ

セナの要望を受けたピーター・ウォーがホンダエンジンの獲得に成功し、チームメイトにホンダと縁の深いF1ルーキー・中嶋悟が加入。しかし99Tに導入された開発途上のアクティブサスペンションに不具合が多発、この問題はシーズンを通して解決できず様々なトラブルに苦しんだ。それまでの2年間多く獲得していたPPも、この年は第2戦サンマリノGPのみに留まっている。それでも市街地で行われた第4戦モナコGP・第5戦デトロイトGPでは、タイヤの磨耗が少ないというアクティブサスの利点を生かし、タイヤ無交換で走り切り2連勝を挙げた。以後もシャシーやウイングに改良は加えられたが、戦闘力は横ばいで向上しなかった。また、デトロイトでの勝利はチーム・ロータスにとって最後のF1勝利となった。
第7戦イギリスGPでは3位となり、4位に入った中嶋とともにホンダエンジン勢1 - 4位独占の一角を占めるものの、セナは1 - 2位フィニッシュを決めたウィリアムズ・ホンダ勢に周回遅れにされており、ロータスと同じエンジンを搭載のFW11Bとは大きな差があった。第11戦イタリアGPではレース終盤までトップを走行、久々に優勝のチャンスが巡って来たが、残り8周の最終コーナーにてコースアウトしてしまいピケの先行を許し2位に終わる。この時点で5戦を残しチャンピオンの可能性が消滅した。
ウィリアムズ・ホンダによって支配されたシーズンとなったが、16戦中11戦入賞と勝利レース以外でも堅実に結果を残し、ランキングは3位に上昇。また、F1が初めて鈴鹿サーキットで開催された第15戦日本GPでは、予選7位から2位でフィニッシュし、ホンダに母国でのF1表彰台をもたらした。
このシーズンはルーキーの中嶋が7ポイントに対してセナは2勝で57ポイントとチームメイトに大差をつけたが、イタリアGP開催期間の9月4日にマクラーレンとホンダが開いた共同記者会見にセナも同席し、翌1988年シーズンからホンダがマクラーレンと提携しエンジン供給パートナーとなる事と、セナがマクラーレンに移籍しアラン・プロストとコンビを組む事が発表された。悲願であるF1ワールド・チャンピオンを獲るためにセナは3年過ごしたロータスを去ることになった。

### マクラーレン時代
1988年

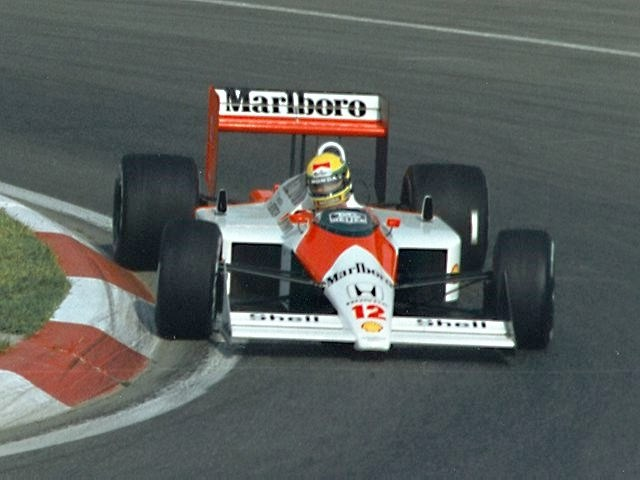
1988年カナダGP

当時すでに2度のワールド・チャンピオンを獲得していたプロストとジョイントNo.1体制でコンビを組む。セナ、プロスト、ホンダエンジンの組み合わせでマクラーレンは開幕から連勝を重ねた。ジョイントNo.1体制のため、第5戦カナダGP、第7戦フランスGP、第10戦ハンガリーGPなど、2台のマクラーレンによる優勝争いが再三行われた。
2人のポイントが分散し、コンストラクターズ・チャンピオンの獲得が第11戦ベルギーGPで決定したのに対し、ドライバーズ・チャンピオン争いはシーズン終盤までもつれ込んだ。セナはベルギーGP以降一時不調に陥るも、第15戦日本GPではスタートの失敗により14番手に順位を落としたあと挽回して優勝、自身初のワールド・チャンピオンを獲得した。この年の16戦中8勝・13PPという数字は、いずれも当時のF1史上最多記録を更新するものであった。
「ホンダ・RA168E」を搭載した「MP4/4」と2人のドライバーにより、チームは15勝を上げ、10度の1-2フィニッシュを記録。特に第2戦サンマリノGP・第6戦デトロイトGPでは、3位以下を周回遅れにしての1-2フィニッシュを達成するなど、マクラーレンが他を圧倒したシーズンとなった。
しかし、第13戦ポルトガルGPでの幅寄せ行為以降、2人の関係には溝が出来始めていた。
1989年

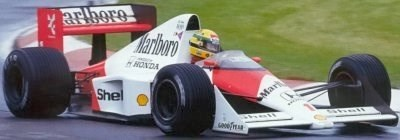
マクラーレン・MP4/5に乗るセナ

初めてとなるカーナンバー1を付けてシーズンに挑み、予選では前年同様13度のPPを獲得。特に第5戦アメリカGPでの通算34度目のPPは、それまでジム・クラークが保持していた当時の最多記録を、21年ぶりに更新するものであった。
決勝では第2戦サンマリノGPでシーズン初勝利となったが、このレースで「先に第1コーナーに進入した者がレースの主導権を得る」というプロストとの間での紳士協定に反し、赤旗中断を経た再スタート直後、2コーナーでプロストを抜いてしまう事件が発生。これ以後、前年に兆候があった2人の溝が深まり、チームは大きな問題を抱えることとなった。
その後セナは第4戦メキシコGPまで3連勝を記録しランキングトップに立つが、第5戦アメリカGPからは逆に4戦連続リタイヤ（終盤にストップした第6戦カナダGPは完走扱い）となり、セナの勝利時にも確実にポイントを積み重ねたプロストに、大きくリードを許すことになった。
それでも争いはシーズン終盤まで縺れたが、第15戦日本GPにおいて、トップ争いの中で両者はカシオシケインで接触。先にシケインに入ったプロストの右インにセナがつっこみ、両者は接触したままシケイン入り口で直進したまま止まった。プロストはリタイアして車を降り、セナは再スタートしシケインの近道を通過するもレース後に失格処分となり、タイトルは一旦プロストの手に渡った。セナとマクラーレンは失格処分に抗議して民事裁判に持ち込み、最後の可能性を掛け最終戦オーストラリアGPに挑んだが、トップ独走中に周回遅れのマーティン・ブランドルに追突しリタイヤ、裁定を待たずしてタイトルの可能性を失った（日本GPの結果も、結局覆らなかった）。
プロストが4勝ながら13度の入賞（うち2位7回）を記録したのに対し、セナはプロストを上回る6勝であるものの、他の入賞が第10戦ハンガリーGPのみという成績であり、安定度の差が獲得ポイントに現れる結果となった。チームメイト同士の接触という後味の悪いものとなったことに加え、セナは当時、FIAの会長であったジャン＝マリー・バレストルから一方的に「危険なドライバー」と見なされ、スーパーライセンス発行拒否の危機に陥る。ライセンスが発行されたのは、年が明けた2月だった。
1990年

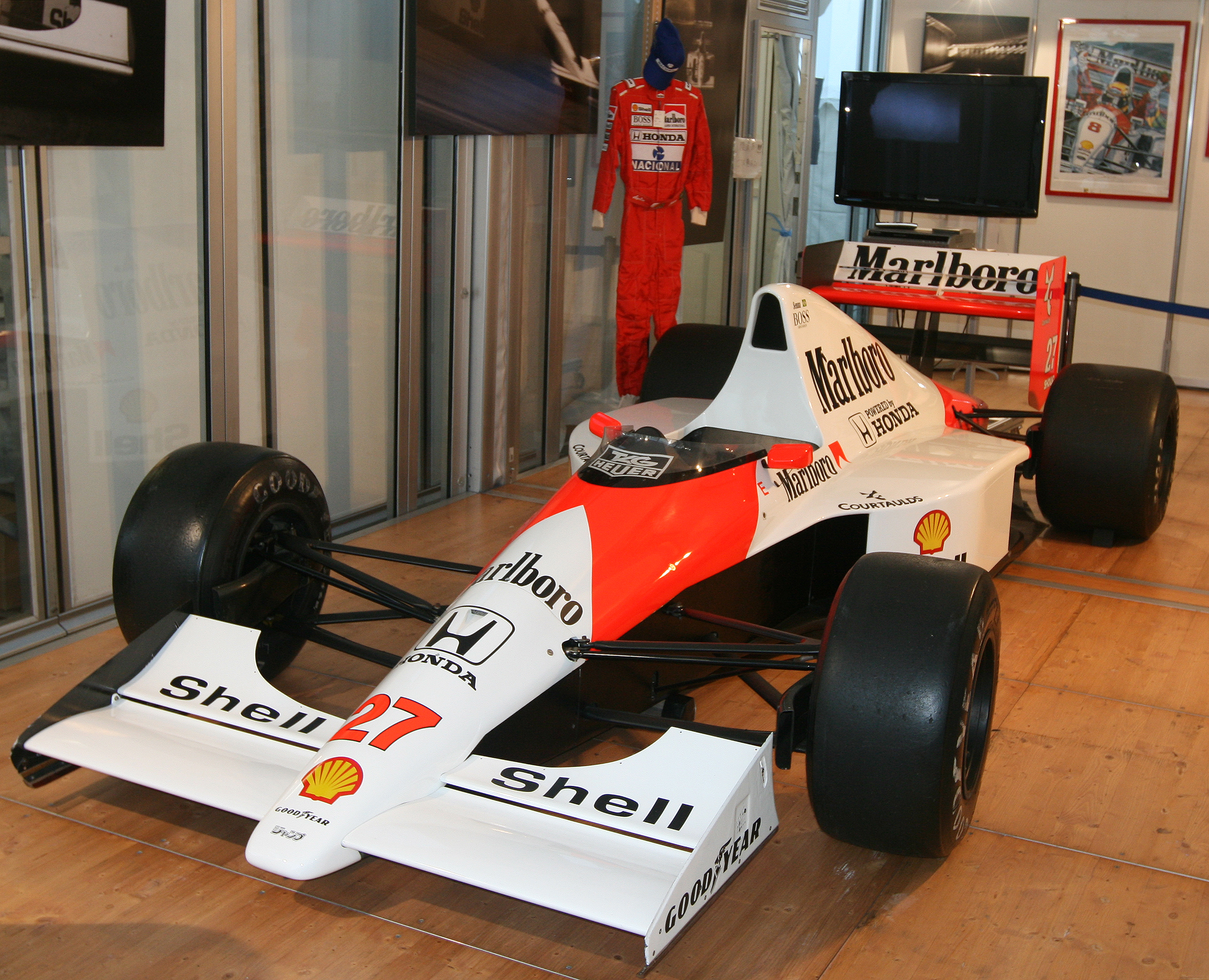
マクラーレンMP4/5B・ホンダ

前述のライセンスの問題から引退危機に晒され、本人も後に「コース以外での論争ばかりで嫌気がさしていた。もう走らないつもりだった」と語る状態だったが、最終的にセナがバレストルに謝罪するという形により、開幕直前にスーパーライセンスの発行が許可され、この年の参戦が決定した。
開幕戦アメリカGPでは、予選での電気系トラブルにより5番グリッドとなるも、決勝では優勝。セナのF1キャリアにおいては、最も後方のグリッドからの優勝であり、前年ティレルでデビューしたジャン・アレジと繰り広げたバトルは、「歴史に残る名バトル」「伝説的なシーン」として各国で後々まで語られることとなる。
この年もタイトル争いは、セナとフェラーリに移籍したプロストとで争われ、3年連続両者の争いとなった。セナは予選で10度のPPを獲得しており、特に第14戦スペインGPでは、自身が目標としていた通算50回目のPPを獲得。決勝でも6勝を挙げ、また前年とは対照的な手堅いレース運びも見せるようになった（入賞計11回）。第8戦イギリスGP以外はポイントリーダーの座を守り、最終的に5勝のプロストを押さえ2度目のチャンピオンとなった。
ただし、その決定劇は第15戦日本GPにおいて、スタート直後に先行するプロストのインにセナがつっこみ、両者ともそのままコースアウトしリタイアという、2年連続で後味の悪いものとなった。翌1991年の日本GP後に、セナはこのスタート直後の追突が故意によるものだったと認めている。セナは「前年の同GPでの接触後の納得できない失格裁定と、この日本GPにおけるポールシッター（セナ）のスターティンググリッド位置変更を認めなかったバレストル会長に対する報復の意図があった。」と告白したが、大きな批判を受けた。
1991年

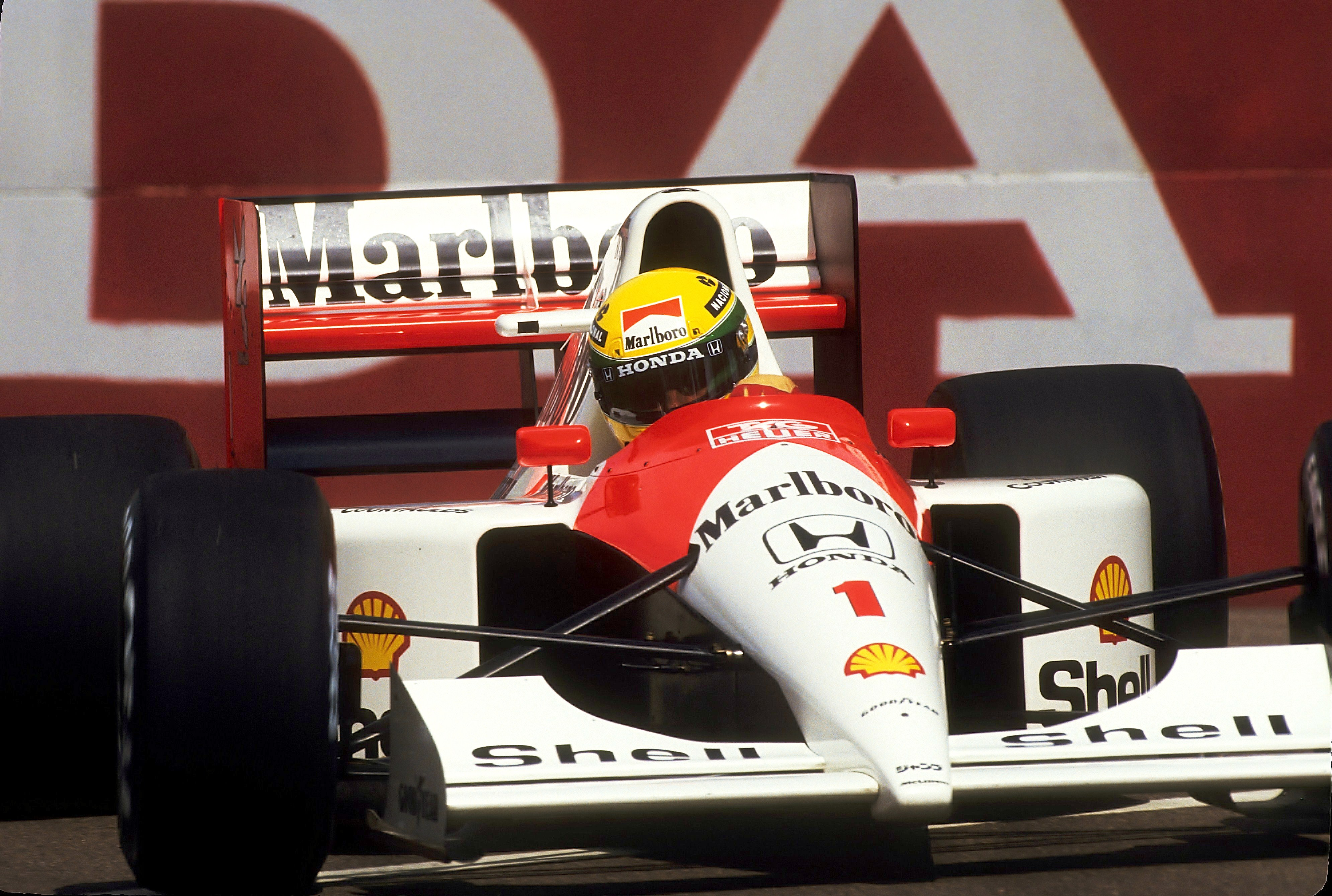
マクラーレン・MP4/6

当時の新記録となる開幕4連勝を記録。特に第2戦ブラジルGPでは、ギアボックストラブルにより、終盤に6速のみでの走行を余儀なくされた中で、念願の母国初優勝を達成。
しかし、第5戦カナダGP以降はウィリアムズ勢が序盤はセミオートマチックトランスミッションのトラブルに苦しんだウィリアムズ・FW14の戦闘力で巻き返し、マンセルとのチャンピオン争いを繰り広げることとなる。
第10戦ハンガリーGPでは、直前に本田宗一郎が死去。喪章を付けて挑んだこのレースで、セナはポールトゥーウィンを果たし、6戦ぶりの優勝となった。続く第11戦ベルギーGPでも優勝するが、その後はウィリアムズが3連勝を記録し、再び苦しいレースを強いられた。だが第15戦日本GPでは、それまでとは異なりマクラーレン勢が優勢で、チームメイトのゲルハルト・ベルガーがPPから先行し、セナはタイトルを争うマンセルを抑えて2位を走行した。10周目、セナに急接近したマンセルは1コーナーでコースアウトしてリタイア。この時点で、セナの3度目のチャンピオンが決定した（レースは2位）。その後、豪雨で大幅短縮となった最終戦オーストラリアGPも制し、7勝でシーズンを終えた。
この年も安定して結果を残し、全戦ポイント制復活初年度において全16戦中完走15回・入賞14回を記録。中盤以降は苦戦を強いられていたが、結局一度もランキングトップは譲らなかった。
一方、前年に続いてウィリアムズから移籍のオファーを受けており、前年にもあったフェラーリやウィリアムズとの移籍に関する交渉はロン・デニスに対してプレッシャーをかける意味合いも強かったとされるが、この年のセナは真剣にマクラーレンを離れてFW14の高い戦闘力も思い知らされていたウィリアムズ・ルノーへ移籍する考えを抱いていた。交渉を重ね気持ちは移籍へと傾いていたが、8月13日にウィリアムズからマンセルとパトレーゼの契約更新が発表された。この発表後に取材陣に対してセナは「ちょっと驚いている。というのは僕とウィリアムズの間には・・・(沈黙)、いや、とにかくびっくりしている。このウィリアムズの発表をハッピーな気持ちでは聞けなかった。今シーズンの結果が全て出る前に決まったというプロセスにとてもガッカリしてるという意味でね。」と述べ、決定の時期がセナの本意でなかったと滲ませるコメントをした。ルノーがセナ獲得のために32億円の契約金を用意していたとも報じられた。その後ホンダ側からの熱心な説得により、翌1992年もマクラーレンに残留することとなった。しかしセナ自身は後に「僕はあの時ウィリアムズに行くべきだった。僕のミスだ」と語っている。
1992年

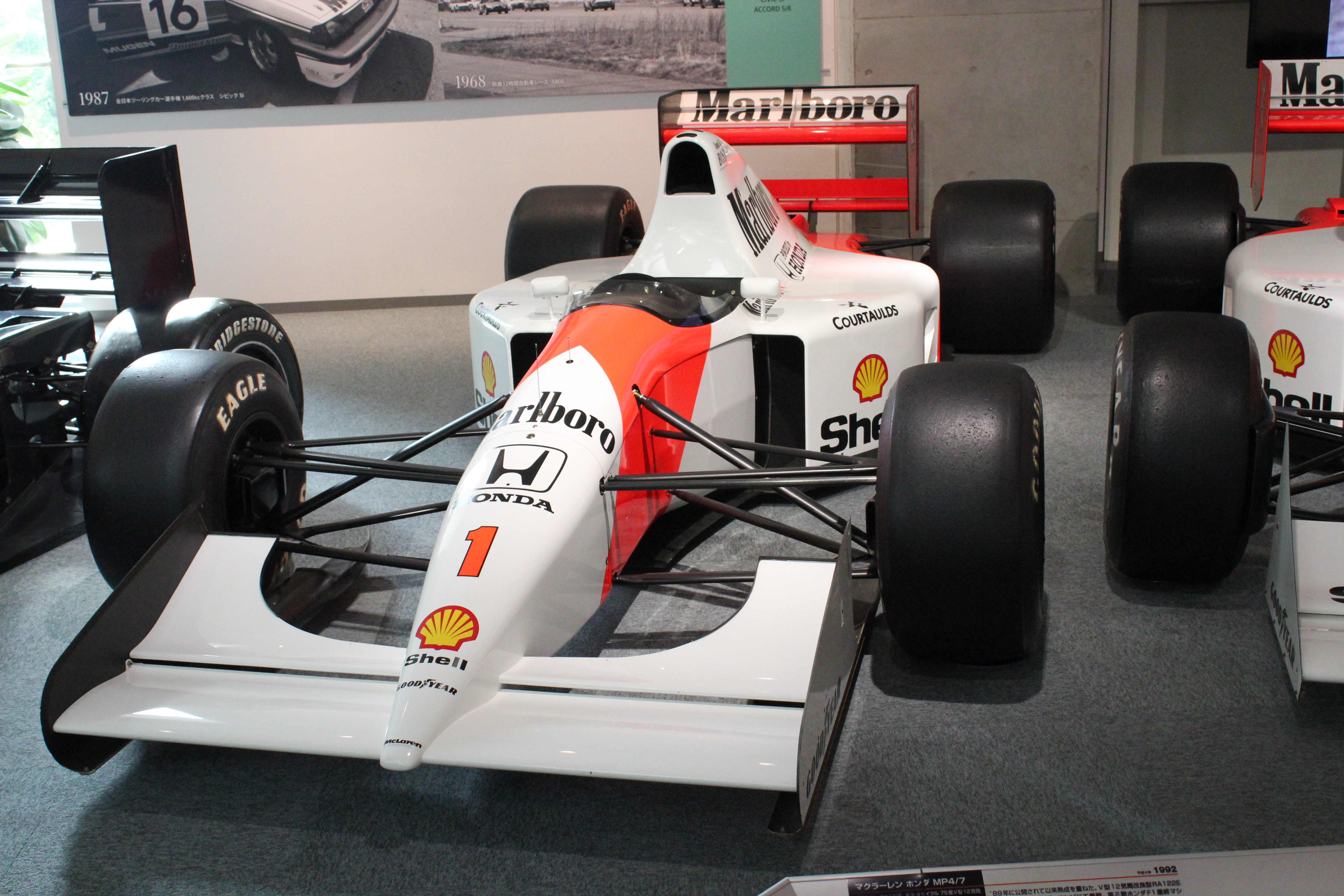
マクラーレン・MP4/7A

ニューマシンMP4/7Aが第3戦に投入されるも、ウィリアムズのアクティブサスペンションを実用化させハイテクを搭載したFW14Bが圧倒的な戦闘力を発揮。マンセルが開幕から5連勝するなど、マクラーレンはウィリアムズに対して劣勢となった。エンジンパワーに頼ったマシンから、空力とパワーとのトータルバランスが重要なマシン作りに変わった転換期であったが、マクラーレンはこの対応で後れを取った。そんな中でも、第6戦モナコGPでは、6連勝目前だったマンセルの予定外のタイヤ交換の隙にトップに立つと、そのまま押さえ切り同GP4連覇を記録。第10戦ドイツGPでは、終盤にリカルド・パトレーゼの追走を抑え2位を得るなど、存在をアピールした。
しかし、優勝3回・PP1回に留まり、リタイヤは7回を記録（F1参戦中、デビューした1984年に次ぐ2度目の多さ）。得意とする雨のレースでも結果を残せず、第5戦スペインGPでは、2位走行中の終盤にスピンでストップ。第12戦ベルギーGPでは、雨が強くなる中スリックタイヤで走行を続ける賭けに出たが失敗し5位に終わっている。
第13戦イタリアGPでは多くの出来事が重なり、セナに6年間エンジンを提供してきたホンダが同年最終戦をもってF1参戦を休止すると発表。この時期はマンセル、セナ、プロストの誰が翌年「最強の」ウィリアムズ・ルノーに乗るかの椅子取りゲームが盛んに報道されていたが、セナが「契約金なしでもウィリアムズに乗りたい」とカメラの前で発言して以降、ウィリアムズがマンセルに（チャンピオンを獲得したにもかかわらず）契約金の引き下げ提示をしたことで、マンセルは態度を硬化。イタリアGPスタートの数時間前に突如インディカー転向を表明した。この2つのニュースでもちきりの中、決勝レースは1-2体制のウィリアムズ勢に終盤揃ってトラブルが発生しストップ。セナは自身最後となるホンダエンジンでの優勝（シーズン3勝目）を挙げた。レース後の表彰台で隣は2位のマーティン・ブランドルだったが、セナが他に聞こえる人間がいない一瞬に口の動きも観衆から見えないようにして、「マーティン、僕たちは来年ウィリアムズでチームメイトになるらしいよ。」と小声で話しかけた。ブランドルは、「とても興味深い瞬間だったよ。セナは、これ以前の交渉でフランク（ウィリアムズ）から私が候補の一人だと聞き出していて、なおかつ'93年からウィリアムズにセナ自身が行くことを確信してたってことだからね。こちらはフランクからセナと交渉してるとは聞いてなかったよ（笑）。フランクがとても欲しがっていたミカ・ハッキネンは同じ週末にロータス残留発表(後に破棄)があったし、リカルド（パトレーゼ）は前の月にベネトンに行くサインをした後だ。でも、実際にはセナも僕も2人とも翌年ウィリアムズにいなかった。あの日の表彰台ではチームメイトになると明確に思ってたんだけど。」と30年後に当時の2人の会話を紹介している。
ホンダの母国ラストレースである第15戦日本GPでは、ヘルメットに小さな日の丸をペイントした他、コクピット内にも日の丸の小旗を用意してチェッカー後に地元の日本人ファンとホンダへの感謝を示すべく準備しての決勝だったが、わずか3周目にそのホンダエンジンにトラブルが発生しS字セクション先でスローダウン、最初のリタイア車となってしまった。最終戦オーストラリアGPでは、予選から好調だったが決勝ではトップ争い中にマンセルに追突して両者リタイア。ホンダでのラスト2戦を好結果で締めくくることはできなかった。
結局、ランキングはウィリアムズの2人に加え、ベネトンのミハエル・シューマッハにも敗れ4位に終わった。シーズン中1度もランキングトップに立てなかったのは、1985年シーズン以来のことだった。望んでいたウィリアムズ・ルノーへの移籍はこの年も結局成立せず、1年休養中だったプロストのウィリアムズ入りとF1復帰が発表された。ウィリアムズの契約書に関して、アラン・プロストとのドライバー契約が成立している期間は、ウィリアムズがアイルトン・セナと契約を結ぶことは出来ないとする条項の存在を報じるメディアもあった。
1993年

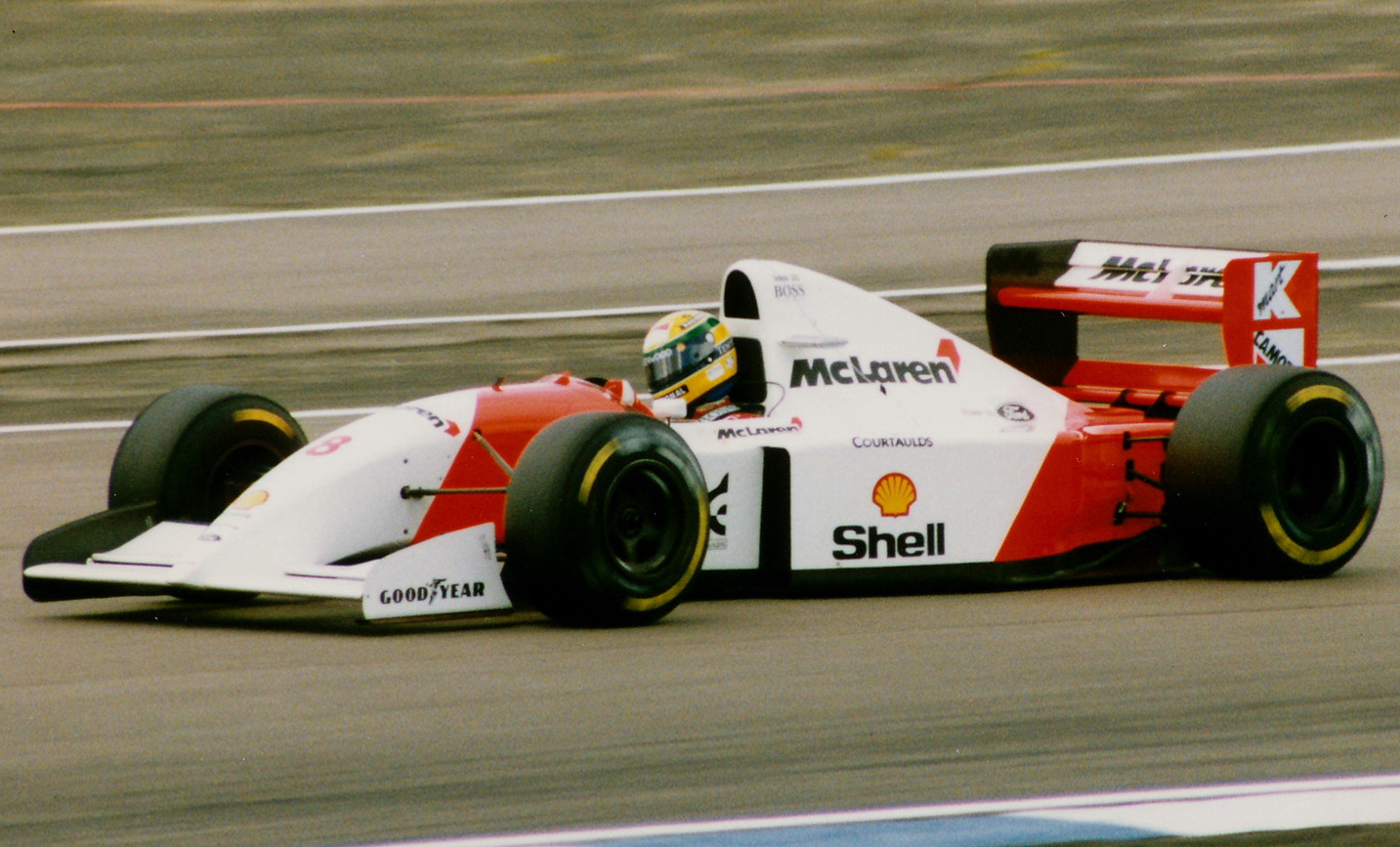
マクラーレン・MP4/8

ホンダが撤退したため、マクラーレンはカスタマー仕様のフォードHBV8エンジンを搭載。マクラーレンはフォード・コスワースに対しワークス仕様の供給を求めたが、先にフォードとの独占ワークス契約を結んでいるベネトンのフラビオ・ブリアトーレがこれを拒絶。最新仕様はベネトンにのみ供給され、マクラーレンは旧スペックの使用となった。このため、マクラーレン勢は1年間の休養から復帰したプロストを擁するウィリアムズ・ルノー陣営に対して1992年以上に不利な状況と見られ、開幕前からセナはタイトル争いにおいて苦戦することが予想された。
開幕戦南アフリカGPでのMP4/8は、予選ではPPのプロストから僅差の予選タイムで2位となり肉薄出来たが、決勝レースでは一時トップを走行するもロング・ディスタンスでの戦力差がウィリアムズ・FW15Cに敵わず、モチベーションが低下したセナはレース終了後に1993年中の休養もほのめかすようになる。前年チャンピオンとなったマンセルがインディカーへ転向したことに続き、セナもまた転向を検討しシーズン前には同郷の先輩エマーソン・フィッティパルディのペンスキー・PC22をテストドライブしていたという事実もあった。結局は開幕直前にマクラーレンと1戦ごとに契約を結ぶ異例の契約方式でF1に残留した。第7戦カナダGPまでは1戦ごとの契約で走った後、第8戦フランスGPにて正式にシーズン契約を結び、全戦出走に至った。セナのF1参戦が未確定だった開幕前には、ロン・デニスがセナ休養となった場合に備え、ウィリアムズと一旦契約した後に諸事情で白紙となりロータス残留かと思われたミカ・ハッキネンと駆け込みで契約締結していた。
第2戦ブラジルGPではペナルティにより一旦は4位まで転落するが、レース途中の豪雨によるプロストのリタイア、セーフティーカー導入などを味方につけて母国2勝目を挙げた。第3戦ヨーロッパGP(ドニントンパーク）でも、大雨の中オープニングラップで4台抜きを見せてトップに立ち連勝を果たした。第6戦モナコGPでは、PPのプロストがフライングスタートによるペナルティストップ時にエンジンストール、更に代わってトップに立ったミハエル・シューマッハがマシントラブルでリタイアしたことからグラハム・ヒルを上回るモナコ6勝目を達成し、1989年からのモナコGP連勝記録を5に伸ばした。
しかし、これ以後雨のレースが訪れなかったこともあって、セナは表彰台すら届かないレースが続く。プロストとのポイント差を広げられ、更にはシューマッハやプロストのチームメイトであるデイモン・ヒル相手にも苦戦。序盤のセナによる3度の優勝歴とロン・デニスの交渉により第9戦イギリスGPよりベネトンと同じ最新スペックのエンジンを手に入れることに成功したが、ベネトンは序盤戦に未搭載だったアクティブサスペンションやTCSなどハイテク装備を実装することで戦闘力を向上させたため、セナの順位は相対的に変わらなかった。第13戦イタリアGPでのリタイアによりセナはタイトル獲得の可能性が消滅し、続く第14戦ポルトガルGPでプロストのタイトルが決定した。このポルトガルGPでは、予選ではマイケル・アンドレッティに代わり同レースからチームメイトとなったハッキネンに敗れ、決勝ではリタイヤにより、表彰台未登壇の自身ワースト記録を更新（8戦連続）してしまう出来事もあった。
プロストの引退表明により、直接対決が残り2戦となった第15戦日本GPおよび最終戦オーストラリアGP（後者はこの年初にしてウィリアムズ以外のチームでは唯一となるPPを獲得）では連勝を果たした。結果的にオーストラリアGPでの通算41勝目が自身最後のF1勝利となった。
同年シーズンオフにはプロスト、翌年からチームメイトとなる事が決まっていたデイモン・ヒル、そのほかアンドレア・デ・チェザリス、フィリップ・アリオー、ジョニー・ハーバート、オリビエ・パニスらと共にパリでのチャリティ・カート大会に参加、これが最後の「セナプロ対決」となった。

### ウィリアムズ時代
1994年

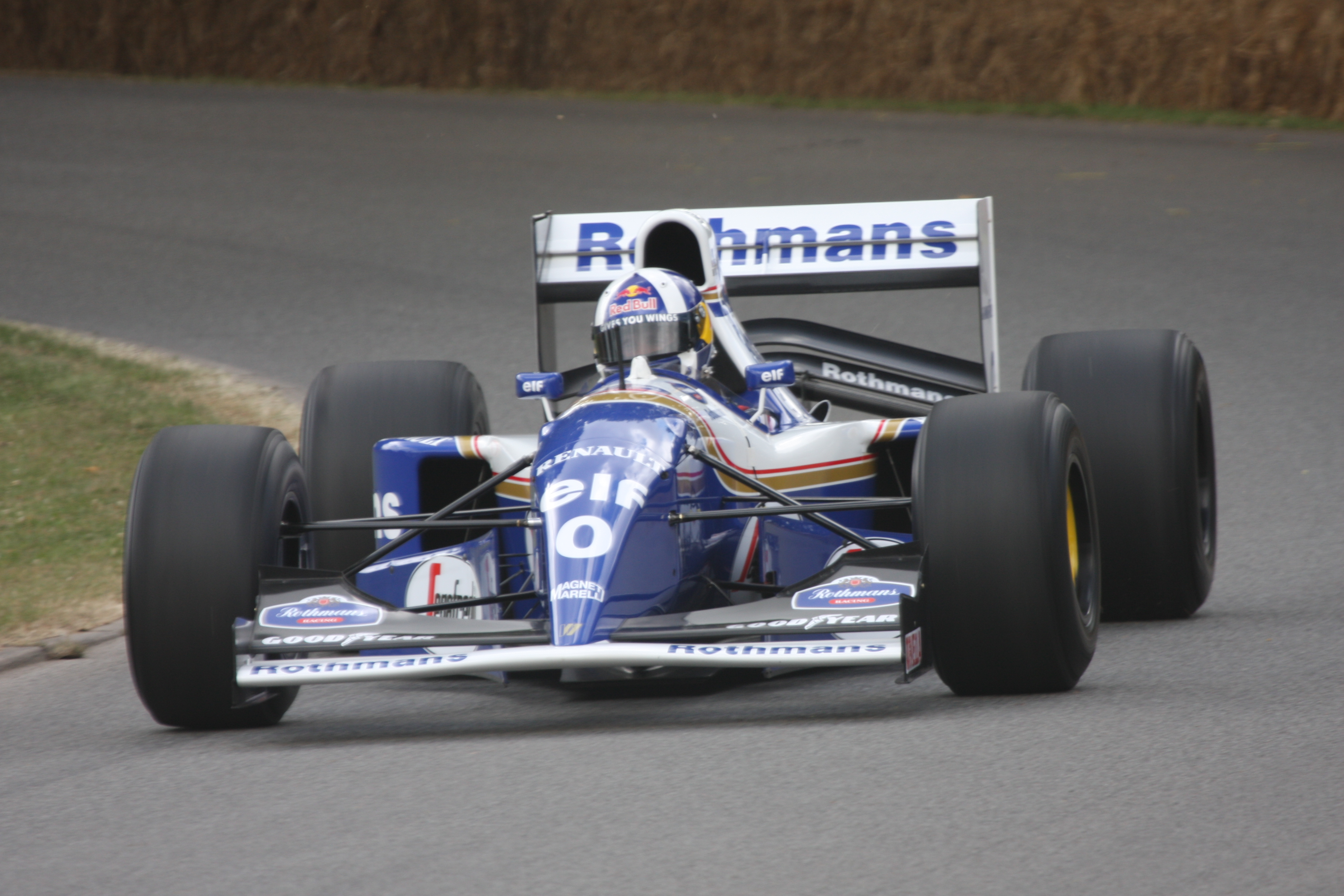
ウィリアムズ・FW16

6年間在籍したマクラーレンを離れ、かねてから望んでいたウィリアムズ・ルノーへの移籍を果たす。マスコミなどはセナがシーズンを圧倒するのではないかと予想する者までいた。
しかし、前年までのウィリアムズの武器であったアクティブサスペンションやトラクションコントロールなどのハイテクがこの年のルール変更により禁止され、新車FW16は開幕直前まで完成を待たなければならず、当時のデザイナーであるエイドリアン・ニューウェイの指揮の元、空力を重視したマシンは非常に神経質なマシンに仕上がっていた。テストにおいても最速ではあったが、前年までの圧倒的な速さが消えていた。
特にアクティブサスペンションはニューウェイの作りだすマシンの空力的に神経質な部分を補っていたため、その禁止はウィリアムズにとって大きな打撃となった。
空力にも手を加えられていたが、低速コーナーではベネトンのマシンが優勢で、1994年第3戦サンマリノGP前にはセナはベルガーに対して「ゲルハルト、マシンをドライブするなんて事はできないよ。FW16は空力的にドライブが難しい部分があったみたいだ。パフォーマンスは最悪で、まだ乗りこなせてないしね」と漏らしている。
開幕戦ブラジルGPではPPからスタートするも、ピット作業でシューマッハに逆転され、追走中にスピンを喫しリタイア。第2戦パシフィックGPでも2戦連続のPPを獲得するも、スタートで出遅れた上にハッキネンとニコラ・ラリーニに追突されてリタイア。開幕2戦を消化した時点でのノーポイントは、デビュー以来初のことだった。

### 事故死

イモラ・サーキットのレイアウトとタンブレロコーナーの位置

迎えた第3戦サンマリノGPは、開幕戦、第2戦共にノーポイントでの結果で終わったセナは「ここが自らの開幕戦」と誓い、レースに臨んでいった。しかし予選からそんなセナの気合に冷水をかける重大事故が多発する。まず予選1日目、親密な間柄であった同胞のルーベンス・バリチェロが大クラッシュを起こし病院に搬送された。結果的には鼻骨骨折というクラッシュの規模からすると軽傷で済んだが、一時は安否を心配される大きな事故であった。そして翌4月30日の予選2日目には、ヴィルヌーヴ・コーナーでクラッシュしたローランド・ラッツェンバーガーが死亡。グランプリ中の死亡事故は、F1では12年ぶりのことだった。
これら一連のアクシデントの中でセナは心理的に不安定な状態となり、電話で恋人アドリアーナに「走りたくない」と話していたことが後に語られている。ただし、夜には落ち着きを取り戻し、「心配しなくていい、僕はとっても強いんだ」と話していたという。
セナは開幕から3戦連続のポールポジションから決勝をスタートし、1コーナーでも首位をキープして直後にミハエル・シューマッハを従えたが、後方グランドスタンド前での事故によりセーフティーカーが導入される。そして再スタートが切られた後の7周目（現地時間午後2時17分）、高速左コーナー「タンブレロ」において時速312kmでイン側を走行中に、3つ目の舗装の継ぎ目で突然不安定となりグリップを失ったままアウト側に向かい、そのまま直進してコースアウト、コース右脇のコンクリートウォールに激突（激突寸前、時速210km-220kmまで急減速していた）、マシンはボディー右側が大破し、セナは頭部に致命傷を負った。
セナは意識不明のままコース上に降りたヘリコプターでボローニャのマジョーレ病院に緊急搬送されたが、現地時間午後6時3分には脳死状態に陥り、事故発生から約4時間後の午後6時40分、34歳で帰らぬ人となった（以後、ジュール・ビアンキが2014年日本グランプリ決勝での事故により翌年死亡するまで20年間F1ドライバーの死亡事故は発生しなかった）。
事故直前の車載映像には、セナがシフトダウンしステアリングを左に切るものの、路面の舗装が変わる部分で突然車両がグリップを失い、そのままコンクリートウォールに激突する様子が記録されている。事故原因として当初疑われたパワーステアリング故障は否定された（コントロール喪失後もテレメトリーによる操舵トルクおよびパワーステアリング圧が持続していることから）。現在ではステアリングコラムが壊れた、またはわずかな路面の不整から車両が不安定となりコントロールを失ったことが原因と考えられているが、事故原因の確定的な結論には至っていない。
検死の結果、セナの死因はクラッシュ時に「車のサスペンションの一部が、ヘルメットを貫通した」ことであると結論付けられた。

## 死後

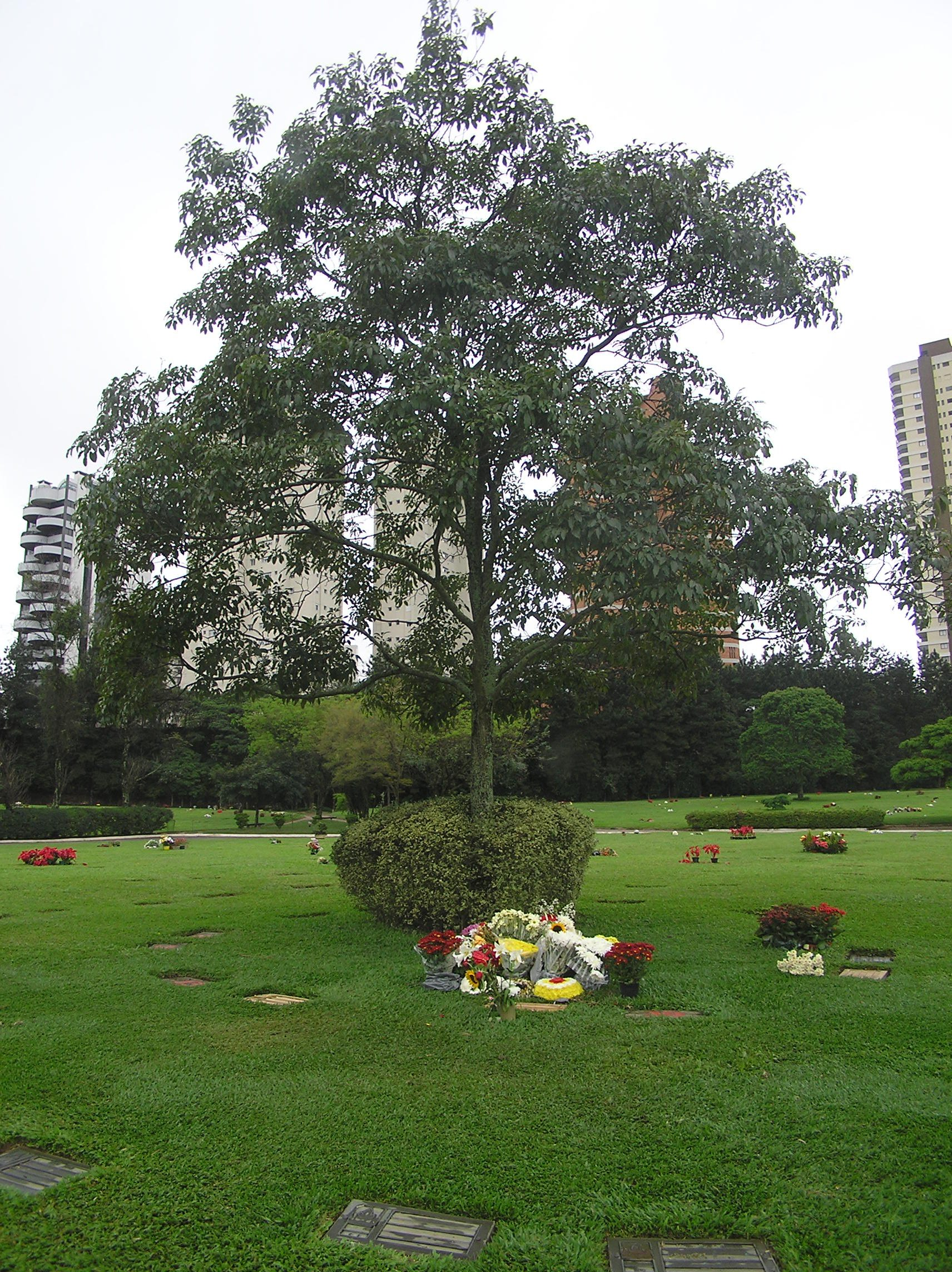
セナが眠るモルンビー墓地

### ブラジル国内の反応
セナが事故死した1994年5月1日にはサンパウロにてサッカー・サンパウロFC対パルメイラスの試合が開催されていたが、開催者はこの試合開始直後に試合を止め、セナの死去のアナウンスを優先し、黙祷を行った。当日のレースのテレビ中継を担当していた現地のテレビ局は事故後、一日以上セナ関連の番組を放送し続け、事故を掲載した新聞・雑誌は即日完売、葬儀を放送したテレビ番組の視聴率は60%を超えた。またブラジルにとっては英雄の死であったため、国葬が行われた。
セナの亡骸がイタリアから母国に搬送されるに際しては、ヴァリグ・ブラジル航空の定期便のマクドネル・ダグラス MD-11のファーストクラスの客席が用いられ、空からはブラジル空軍機が出迎えた。地上では100万人以上のブラジル国民が沿道に会して、その亡骸を迎えたといわれる。

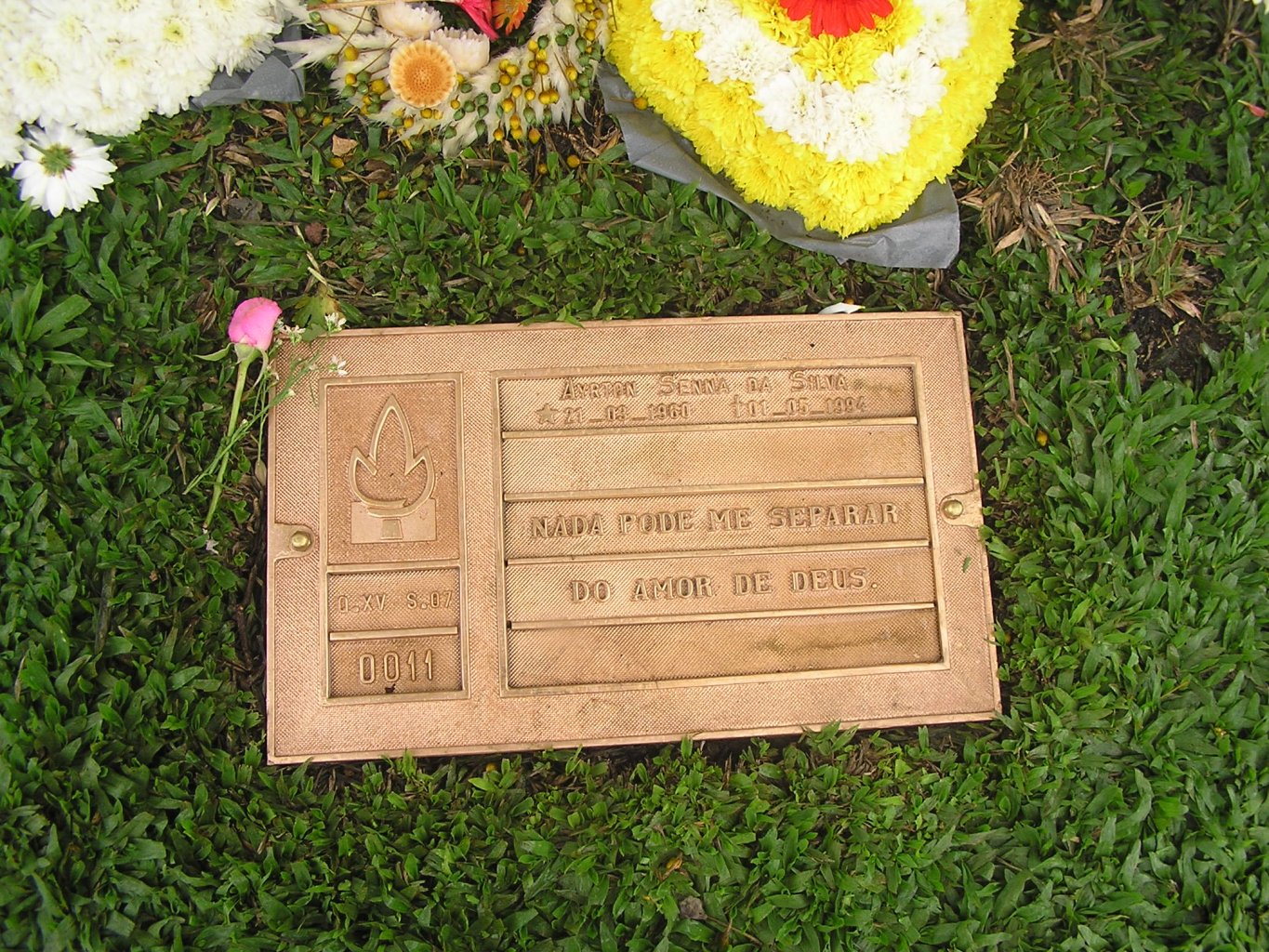
墓碑銘は「高いものも深いものも、その他どんな被造物も、わたしたちの主キリスト・イエスにおける神の愛から、わたしたちを引き離すことはできないのである。（『新約聖書』ローマ信徒への手紙8章39節）」による

母国の政府はセナの死に対して国葬の礼をもってあたり、アラン・プロスト、ゲルハルト・ベルガー、ミケーレ・アルボレート、ティエリー・ブーツェン、エマーソン・フィッティパルディ、ジャッキー・スチュワート、デイモン・ヒル、ロン・デニス、フランク・ウィリアムズらが式に参列して、サンパウロ市にあるモルンビー墓地に葬られた。多くのドライバーがセナの葬儀に出向いたため、FIA会長のマックス・モズレーはセナの葬儀ではなく、5月7日にオーストリアのザルツブルクで行われたローランド・ラッツェンバーガーの葬儀に出席した。また、Deutsche Presse-Agenturによると、ミハエル・シューマッハは葬儀には参列しなかった。墓碑銘の「NADA PODE ME SEPARAR DO AMOR DE DEUS（神の愛より我を分かつものなし）」は「高いものも深いものも、その他どんな被造物も、わたしたちの主キリスト・イエスにおける神の愛から、わたしたちを引き離すことはできないのである（ローマ人への手紙8:39）」に因む。
また、クリチバに住む16歳の少女が、葬儀の模様を視聴中に拳銃で後追い自殺を図り、死亡した。遺書には「これ以上苦しみたくない。セナに会いに行く」と書かれていた。
ブラジル政府は、セナの命日に当たる5月1日を交通安全の日と制定。サンパウロ州政府は、サンパウロ市内からグアルーリョス国際空港を経てリオデジャネイロ方面へ伸びる道路のひとつで、かつて「トラバリャドーレス」と呼ばれた州道70号線を、「アイルトン・セナ高速道路」 (Rodovia Ayrton Senna) に名称変更し、故人を祈念した。その他、リオデジャネイロ市がネルソン・ピケ・サーキットにアクセスする道路の一つをセナの名に改称。サンパウロ地下鉄では、彼が生まれ育った地域にある駅名「ジャルジン・サンパウロ駅」に彼の名前を付けて変更を行う（Estação Jardim São Paulo-Ayrton Senna）など、他のブラジル国内の偉人に並んで、セナの名を冠した道路やサーキットなどが各地で生まれ偲ばれている。
また、同年に行われた1994 FIFAワールドカップではサッカーブラジル代表が1994 FIFAワールドカップ・決勝で4度目の優勝を果たし、「SENNA...ACELERAMOS JUNTOS, O TETRA É NOSSO!」（セナ、共に走ろう。4度目の優勝は我々のものだ）という横断幕を掲げた。

### 日本国内の反応
ホンダ
死亡当時、セナが3度のF1ワールドチャンピオンを獲得した際にエンジンを供給していたホンダ（本田技研工業株式会社）は、既にF1から撤退して1年以上経過しており、セナとは何も正式な契約・関係もない状況であった。しかし、セナとの「お別れ」を希望する日本のファンのために、セナが1992年にドライブしていたマクラーレンMP4/7A・ホンダと実使用したヘルメット（ロータス・ホンダ時代のもの）を青山の本社1階ショールームに展示し献花などお別れの場を設けた。
その際、1991年に死去していた創業者の本田宗一郎の「自動車メーカーの経営者が車の渋滞を起こすような社葬などしてはいけない」との生前からの言葉に合わせるように、通常は一般に開放していない本社地下の駐車場を、車で訪れたファンに対して無料で開放するなど、最大限の配慮を持ってセナの死を悼んだ。記帳した人にはその後、ホンダからセナのポストカードが3枚入った封筒が郵送された。
フジテレビ
セナのクラッシュは、フジテレビではF1グランプリ中継の前番組である「スポーツWAVE」で報じられ、続いてF1グランプリ中継がイモラサーキットからの生中継で開始された。放送は、その後一旦決勝レースの録画放送になったが、それから約20数分後の午前1時13分(日本時間)にセナの訃報が「ニュース速報」として字幕スーパーで伝えられてから、レースシーンの放映を中断。再び生中継に変わり、既にレースが終わって夕刻を迎えていたイモラサーキットから、このレースの実況担当の三宅正治と解説の今宮純、ピットリポートの川井一仁が、視聴者にセナの死を涙を堪えながら伝えた。
その後は即席のセナ追悼放送に切り替わり、その場にフェラーリの後藤治が通りかかり、ホンダ時代のセナとの思い出を語るとともに、「苦しまずに逝ったことが救い」と沈痛な面持ちで述べた。後日に深夜放送枠で、司会に古舘伊知郎、ゲストに森脇基恭・中嶋悟、セナのファンである森口博子を迎え、前出の3人もイモラから衛星放送で参加する形で追悼放送が行われた。その後に、本放送時にほとんど放送されなかった決勝レースの全編が改めて放送された。これは民放の地上波でありながら、CM無しのノーカットでの放送だった。
フジテレビ以外のメディア
セナの事故死はNHKをはじめとした各局でもニュースで速報で報じられた。また、各局のワイドショーでもセナ追悼の特集が組まれた。

### その他
1994年の第4戦モナコGPでは、前戦で事故死したセナとラッツェンバーガーを悼むために、レースに際してグリッドの最前列をあけ、PPのグリッドにセナの母国ブラジル国旗が、セカンドグリッドにはラッツェンバーガーの母国オーストリア国旗がペイントされた。
セナを偲んでニキ・ラウダは「去年、セナがドニントン（1993年第3戦ヨーロッパGP）で勝った時、すぐ彼に電話したんだ。私は『これまで見た中で、君の最高のレースだ。F1史上最高のレースかもしれない』と言ったんだ。セナは本当にマジックだよ。私が一番印象深いのは、彼のモチベーションだ。常に自分の能力の限界を求め続けた。そして過去に誰も成しえなかった技術と完璧さを持った、最高のドライバーだった。それを我々は失った。今後、彼のようなドライバーが出てくるかどうかは分からない」と語った。
セナの死から24年後となる2018年、マクラーレン・オートモーティブよりセナの名を冠した新型スーパーカー「マクラーレン・セナ」が発表された。

## 特筆されるレース

### 評価の高いレース
1984年第6戦モナコGP
予選を13位で通過。大雨となった決勝レースでは、ファステストラップを更新しながら猛烈な勢いで追い上げ、この年チャンピオンとなるマクラーレンのニキ・ラウダを、雨の中でオーバーテイクするなどの活躍を見せた。首位のプロストとの差を縮めつつあったものの、大雨により31周終了時点でレース中断の赤旗が振られた。ラップタイム差だけを見ればプロストをオーバーテイクして初優勝の可能性もあったため、セナは新人にして僅か6戦目で初の表彰台を獲得したにもかかわらず、表彰台で笑顔は見られなかった。
プロストの要求により赤旗になったことについて、TV解説を担当していた元F1チャンピオンであるジェームズ・ハントは「公正な目で見て、レース中止を求めるようなコンディションではない」と発言している。
当時メカとして所属していた津川哲夫が後年語ったところによると、レース後に整備のためマシンの各パーツを解体していた際、フロント・サスペンションのスプリング・リングが破損し割れていたことが判明（津川曰く、「辛うじて首の皮一枚で繋がっている状態」であった）。もしレースが中断されていなければ、あと数周ももたずにサスペンションは完全に破損に至り、優勝はおろかチェッカーを受けることすら不可能だったろうと指摘している。
1985年第2戦ポルトガルGP
予選で初のPPを獲得すると、大雨となった決勝レースでは一度も首位を譲ることなく独走。2位以下に1分以上の差（3位以下は周回遅れ）をつけ、デビュー16戦目にして初優勝を飾った。ファステストラップも記録する完全勝利で、「雨のセナ」の片鱗も見せた。「去年のモナコ以上に大変だった。前に誰もいなくて、いいペースだったから行こうと思ったんだ。最高の瞬間だったね」と語った。
1986年第2戦スペインGP
予選でPPを獲得しスタートからトップを走行するが、後続に肉薄される厳しい展開となり、40周目にはマンセルの先行を許し差を広げられた。しかしマンセルはタイヤトラブルにより徐々にペースダウン、再度接近した後、63周目に抜き返しトップに返り咲いた。その後、ピットインによりタイヤを交換したマンセルがファイナルラップの最終コーナーでセナを抜きにかかるが、先行したのはコントロール・ラインを通過した後であった。2人の差は0.014秒で、当時2番目となる僅差だった。
1988年第15戦日本GP
優勝すれば初のタイトル獲得という状況で、予選でPPを獲得。しかし決勝ではスタートに失敗、エンジンをストールしかけ、大幅に順位を落とし1コーナーは14位で通過した。その後、オープニングラップで8位まで挽回、以後も次々にオーバーテイクを繰り返しながら、首位プロストを追った。小雨がぱらつく天候にも助けられレース中盤には追いつき、27周目のシケイン出口でプロストのスリップストリームに入ると、次の1コーナーでオーバーテイクを成功させた。そのまま首位でチェッカーフラッグを受け、初のドライバーズタイトルを獲得した。
1990年第1戦アメリカGP
新チームメイトのベルガーがPPを獲得する一方で、電気系トラブルなどもありセナは5番グリッドからのスタート。決勝では、デビュー9戦目のアレジが4番グリッドから好スタートを切り、1周目からトップを走行する展開となった。セナは、順位を上げながら徐々に差を詰めてゆき、中盤には背後まで迫った。34周目、セナはついにアレジを抜きトップに立つが、アレジも譲らず続くコーナーで抜き返した。翌35周目、セナは同じコーナーで再びトライし、オーバーテイク。そのまま背後に張り付き、2度・3度と仕掛けたアレジだが、今度は抜き返すまでには至らず。以後は差も開いてゆき、そのままセナが優勝、アレジは2位。表彰台で2人は健闘を称え合った。
1991年第2戦ブラジルGP
母国でいまだ優勝がない状況の中、この年で8度目の挑戦を迎えた。予選ではPPを獲得、決勝でもスタートからトップを走るが、マンセルが接近し序盤は2人のみが大きく抜け出す展開となる。その後、マンセルはタイヤ交換時のタイムロスで大きく遅れ、最後はギアボックストラブルでリタイヤ。代わって2位となったパトレーゼとは大差が付いており、母国初優勝が大きく近づいたように思えた。
しかしマンセルのリタイヤの少し前から、セナもギアボックスにトラブルを抱えていた。まず4速に入らなくなり、その後は立て続けに3速・5速が使えなくなった。ラスト数周では、ついに6速ギアしか使えない状態となったが、雨も落ち濡れ始めた路面を6速だけで走りきり、トップでチェッカーを受けた。シートベルトが体を締め付けるなどのトラブルもあり、レース終了後には車から降りられないほど疲労していた。
この際にウイニングラップ時のセナ本人の感動の嗚咽を、国際中継担当の地元のテレビ局が無線傍受し放送電波に乗せて全世界に配信した（当時はチーム無線は非公開が原則であった）。マクラーレンが傍受されにくいケンウッド製無線システムを前倒し導入したのは、この一件が原因である。この音声はF1公式Youtube動画「Top 10 Race-Winning Radio Celebrations」の1位に選ばれている。
1991年第10戦ハンガリーGP
ウィリアムズ勢に苦戦し勝利から遠ざかっていた中、本田宗一郎が死去。直後の開催となったこのGPでは、セナを含めチーム全員が喪章をつけて挑んだ。予選では、超軽量カウルや予選用ガソリンの投入もあり5戦ぶりにPPを獲得すると、決勝でも1度もトップを譲らずに優勝。レース終了後、セナは久々の勝利を本田宗一郎に捧げた。
1992年第6戦モナコGP
リタイヤ続きなうえ、完走してもウィリアムズ勢には2台に付いて行けないレースが続く中、モナコGPを迎えた。しかし状況は変わらず、開幕から5戦連続ポールトゥーウィンを記録していたマンセルがここでもPPを獲得、セナは予選中にクラッシュするなど精彩を欠き、3番グリッドに留まった。決勝レースでは、スタートでパトレーゼをかわして2位に浮上するが、マンセルのペースに付いて行けず。残り8周の時点では、28秒後方の単独2位を走行していた。しかしここでマンセルがリアタイヤに異常を感じて（実際はホイールのナットが緩んだのが原因）緊急ピットイン。タイヤ交換を終え、ピットアウトした時には、セナが首位に立っていた。逃げるセナだが、新品のタイヤを装着したマンセルは追い上げ、74周目には予選6位に相当するファステストラップを記録した。
残り3周でついにテール・トゥー・ノーズの状態となり、マンセルは狭いコース幅を一杯に使い、あらゆるコーナーでインからアウトからオーバーテイクを狙うも、セナは僅かにレコードラインをはずしながら抑え込んだ。途中でブルーフラッグが提示されるほどのペース差があったが、最終的にマンセルはセナを抜くことが出来ず、0.215秒差でセナがトップチェッカーを受け、シーズン初勝利を果たした。チェッカー直後にセナのエンジンから白煙が上がるなど厳しい状態での勝利だった。
マンセルの6連勝を阻むと同時に、自身モナコGP4連勝を達成。通算ではモナコ5勝目となり、モナコマイスターと呼ばれたグラハム・ヒルの記録に並んだ。また、モナコGP50回目の記念レースでもあった。
1992年第10戦ドイツGP
モナコGPで勝利したものの、その後は3戦連続リタイア、このGPの予選も3位グリッドと苦しい状況は変わっていなかった。セナはタイヤ無交換作戦で決勝に挑み、14周目にはタイヤ交換を行ったマンセルの前に出た。マンセルはすぐに追いつき抜きにかかるが、セナがライン取りで抑え込むという、モナコGPを思い起こさせるバトルが演じられた。マンセルは攻めの走りの中で、19周目に第2シケインを直進し不通過となるが、そのまま加速してセナをパスしたが、直後の20周目に今度はパトレーゼがタイヤ交換を行い、2位のままでレースが進んだ。
ファステストラップを更新しながら差を縮めるパトレーゼに対し、セナもペースを上げたが、残り4周の時点で2台はテール・トゥー・ノーズとなった。ペースではパトレーゼが上回ったが、セナはライン取りで抑え込み、先行を許さなかった。そのままの順位で迎えた最終周、高速区間の最後であるアジップ・カーブでパトレーゼが仕掛けるが、セナはここでも抑えきり、一方のパトレーゼはスピンを喫しストップした（8位完走扱い）。
2位を守ったセナは、そのままトップのマンセルから4秒の差でチェッカーを受け、レース後に「表彰台で健闘を称え合いたかった」とパトレーゼが登壇出来なかったことを残念がるコメントを残している。
1993年第2戦ブラジルGP
PPのプロストに1.8秒以上の大差をつけられ、予選3位。スタート直後に予選2位のヒルのインを突いて2番手に浮上するも抜き返され、さらに黄旗無視でピットでの10秒ペナルティーストップを命じられ、4位に後退した。その後、曇り気味だったサーキット周辺に雨が降り出し、これを見たセナは真っ先にレインタイヤへの交換を決断した。暫くして雨は一気に激しくなり、クラッシュするドライバーが続出した。チームとの無線連絡が混乱状態にあってピットインが遅れたプロストもクラッシュした。プロストがリタイアする直前にセーフティカーが出動し、セナはプロストに代わって首位に出たヒルとの差を一気に縮めた。
レース再開後、雨が上がったのを見てすぐさまスリックタイヤに交換し、1周遅れで交換して首位のまま復帰したヒルのタイヤが温まり切っていないのを見逃さずに抜いて首位に立ち、そのまま1位でチェッカーフラッグを受けた。事前の予想では困難とされた勝利に興奮した地元の観衆が、コースに乱入してセナのマシンを取り囲んだことでウィニングランを続行出来なくなり、セーフティーカーに乗り換えて続けることになった。
1993年第3戦ヨーロッパGP
PPのプロストに1.6秒以上の大差をつけられ、予選4位。決勝はウェットコンディションでスタート。セナはスタートで出遅れ、1コーナー通過時には5位に後退するも、ここから一気にペースを上げる。次の2コーナーでシューマッハをパスすると、3コーナーではアウトに大きくはらみながら加速し、4コーナー手前でベンドリンガーをパス。そのままの勢いでヒルの後ろに付くと、7コーナーで一気にヒルのインを突きオーバーテイク。セナは10コーナーのメルボルンヘアピン進入でプロストのインに並ぶとそのまま抜き去り、オープニングラップだけで4台を抜き首位に立った。その後、タイヤ交換のトラブルで一時後退する場面もあったが、最終的に2位以下に大差を付けてシーズン2勝目を挙げた。
ロン・デニスは1995年の取材に「私としては、アイルトンの最高のレースはこの雨のドニントン・パークだと思っている。この時はチームとアイルトンの息が100%合っていた。これはそうそうある事じゃない名誉なことだった。」と述べている。
抜かれたドライバーの1人であるカール・ベンドリンガーが「これは下手に付いて行かないほうがいいと直感した」と語るなど、歴代のチャンピオンドライバーや当時のドライバーたちも、称賛する数々の発言を残している。
1993年第6戦モナコGP
予選はプロスト、シューマッハに続く3番手。スタートでトップ3に順位の変動はなかったものの、プロストにフライングの裁定が下り、10秒間のストップ＆ゴーペナルティーが科せられる。12周終了時点でプロストはペナルティーを受けるためにピットイン。10秒間の停止の後スタートを切るがクラッチが繋がらずにエンジンストール。大きくタイムをロスして周回遅れとなり完全に優勝争いから脱落する。
これで2位に上がったセナだが、プロストに代わり首位に立ったシューマッハとも20秒近くの差があった。その差を少しずつ詰めるものの、追いつくほどには至らない中、33周目にシューマッハのマシンがアクティブサスペンションのオイル漏れにより、ローズヘアピンで出火してリタイアしたことで首位に立つと、そのままトップでチェッカーを受けモナコGP5年連続優勝を果たした。通算6勝目となったことでセナはモナコGPにおけるグラハム・ヒルの最多勝記録を塗り替え、「稀代のモナコ・マイスター」と称された。
1993年第15戦日本GP
前戦ポルトガルGPでタイトル獲得、そして引退発表を行ったプロストに対し、セナのモチベーションは残す2戦のみとなったプロストとの直接対決を制する事にあった。予選は初戦以来となる僅差での2位。決勝当日は苦手としていた鈴鹿でのスタートダッシュを決める事を重視し、フリー走行でそれを想定したライン取りで走り込んだ。その甲斐あり、スタートではPPのプロストに第1コーナーで先行した。セナは首位を堅持してチェッカーフラッグを受けたが、結果的にこれがセナ最後の鈴鹿での出走ならびに勝利となった。
なお、このレースでデビューしたエディー・アーバインを周回遅れにする際に抜き返され、レース後、セナがアーバインの元に詰め寄り、殴り合い寸前となる（関係者の制止で未遂になった）一幕もあった。「周回遅れのせいで本当に怖い思いをした。こんなのはプロじゃない」と語り、放送禁止用語を使うほど苛立っていた。
1993年第16戦オーストラリアGP
プロストとの最後の直接対決となったこのレースで、この年初となるPPを獲得。決勝レースでも、セナはタイヤ交換時以外は首位を明け渡す事無く勝利した。2年ぶりのポール・トゥー・ウィンを記録し、結果的にこれがセナ生前最後の勝利ともなった。ロン・デニスの仲介で、パルクフェルメ及び表彰台で2位で現役最後のチェッカーを受けたプロストを労う光景は、多くの者に「1つの時代の終焉」を見せた。

### 物議を醸したレース
1985年第4戦モナコGP
予選で速さを見せた一方、自身のアタック後もコース上に留まったり、レース用タイヤを履き再度出ていくなどの行動を取る。結果的に自身3度目のPPを獲得するも、他者のアタックを妨害したとして、ニキ・ラウダやミケーレ・アルボレートから非難を受けた。決勝ではエンジントラブルが発生し、序盤のうちにリタイヤとなった。
1987年第3戦ベルギーGP
予選では3位グリッドを獲得し、決勝では赤旗中断を経た後、スタートでトップに立つが、その周のうちに2位のマンセルと絡みリタイヤとなった。一旦は復帰したマンセルも、結局は接触の際のダメージによりリタイヤとなった。
マンセルはリタイヤ後、ロータスのピットに殴り込みをかけ乱闘となるが、セナはメカニックがマンセルを抑えさせている間に殴打し、返り討ちにした。ピットにマンセルが現れた際、セナは高級な腕時計を付けた状態であったが、乱闘になりそうなことを察知して、時計が壊れないよう外してから迎え撃ったという。
1988年第3戦モナコGP
予選で2位のチームメイトのプロストに1.427秒、3位フェラーリのベルガーに2.687秒の差を付けてPPを獲得。この予選についてセナは「意識的な理解を大きく越えていると実感したので突然怖くなり、ゆっくりピットに戻って、それ以上は走らなかった」と語っている。
決勝レースでも速さを見せトップを走った。プロストは終盤に2位に浮上するも、1分近い差が開いていた。直後より、プロストはセナを上回るペースで少しずつ差を詰めると、セナはこれに反応し、互いにファステストラップを出し合う状況が続いた。チームは無用の争いを避けるべく双方にペースダウンを指示したが、これでセナは集中力が切れるかたちとなり、67周目にトンネル手前のポルティエコーナーでガードレールにクラッシュしリタイヤとなった。残り周回数は少なく、追いつかれる可能性がほぼ無い状況でのミスであった。セナはこの後ピットに帰らずモンテカルロの自宅へと直帰し、なぜこのミスが起きたのが自分の一週間前の行動をすべて振り返り分析したという。以降のセナのレーススタイルに大きく影響したレースと言われている。
1988年第13戦ポルトガルGP
予選ではプロストがPPを獲得し、セナは2番グリッド。決勝ではスタートで多重事故が発生、赤旗中断を経て再スタートとなった。再スタートでは、プロストがセナをアウト側に牽制、グリーンにはみ出しそうになったセナだが、プロストを抜き1コーナーでトップに立つ。しかし、今度は2周目のメインストレートでスリップストリームからセナをイン側から抜こうとしたプロストに対し、セナがピットウォールに向けて複数回幅寄せ。接触寸前となった。結局、プロストはセナを抜きそのまま優勝、セナはセッティングの失敗もあり、徐々に順位を下げ最終的に6位で終わった。
現在の基準に照らし合わせれば、それほど大したことではないのかもしれない。しかし1988年、チームメイトに対するセナのコース上での動きは、容認される基準をはるかに超えるものだった。幅寄せは双方が行ったがプロストはスピードの乗り切らないスタート直後であるのに対し、セナは完全にレーシングスピードで走行する2周目であった為、後年にはセナの行為だけが取りあげられるケースが多い。
レース後、プロストはセナを批判。これが両者の長い確執のはじまりとなった。
1989年第2戦サンマリノGP
予選ではセナがPP、プロストが2番グリッドを獲得し、マクラーレン勢がフロントローを独占。レース前に2人の間では、序盤に無用な争いで共倒れになることを避ける為、「スタートで先に第1コーナーに進入したほうが、レースの主導権を握る権利を得る」という紳士協定が取り交わされていた。そんな中決勝が開始となり、一旦はセナが好スタートを切ったが、ベルガーの炎上事故によりレース中断となる。再スタートではプロストが好スタートを切り第1コーナー（タンブレロ）をトップで通過したが、セナは続く第2コーナー（トサ・コーナー）でプロストのインを突き、あっさりと抜いてしまう。
レースは、そのままセナが優勝、プロストが2位となりマクラーレンの1-2フィニッシュで終わったが、レース後にプロストは「協定を反故にした」としてセナを批判。ロン・デニスも交えた3名で話し合いも行われたが、これ以後2人の確執は、外部にも知られるものとなった。
1989年第15戦日本GP
タイトルの可能性は残るものの、セナがタイトルを獲得するためには、最低でもこのレース及び最終戦での優勝が必須条件。ノーポイントであれば、ここでプロストのタイトル獲得が決まる状況の中、予選で2位プロストに1.730秒の大差をつけてPPを獲得。しかし決勝では、スタートからプロストに先行され、プロストが決勝レースでのセッティングに重点を置いていたこともあり、抜くことが出来ないまま終盤を迎えた。
数周に渡り同様の狙いを見せた後、47周目のシケイン進入でついにセナがプロストのインに飛び込んだ結果、レース前からセナに対して｢もう扉を開けない｣と宣言していた通り、ラインを譲らずに走行したプロストに追突。2台のマシンは並んで停止。プロストは即座にマシンを降りたが、逆転王座に賭けるセナはマーシャルに押し掛けを指示、シケインをショートカットする形でレースに復帰した。ノーズ交換のためにピットインをする間にナニーニが先行するが、セナはこれをパスし、ひとまずトップでチェッカーを受けた。
しかしレース終了後、シケインのショートカットと言う理由が後に押し掛けをしたという理由に変更される不可解な裁定ではあったが、失格処分を受ける。この結果プロストのタイトル獲得が決定した。セナは控訴していたが後に棄却された。「一歩も引く気はなかった。ただ右側へ向かっただけで、自然なことだ。でも塞がれてしまった。あまり意味のないレースだったかもしれないね。このことは忘れない」と語った。
1990年第10戦ハンガリーGP
予選ではタイムが伸びずに4番グリッド、決勝でもスタートに失敗し6位まで転落する。更にはパンクにより想定外のタイヤ交換を余儀なくされ、22周目にピットアウトした際には、11位まで順位を下げていた。ここから追い上げを見せ、最終的には優勝したブーツェンと0.288秒差の2位でフィニッシュした。しかし追い上げの過程の中で、64周目のシケインで2位のナニーニを弾き飛ばし、リタイヤに追い込んでいた。レース後、ナニーニは直接セナを批判するコメントをしなかったが、「今日のことは忘れない」と語った。
このGPでは、チームメイトのベルガーも、同じシケインでマンセルを弾き飛ばす場面があり、マクラーレン勢の行為が揃って物議を醸すこととなった。
1990年第15戦日本GP
プロストがノーポイントであれば、セナのタイトル獲得が決まるという、前年とは逆の立場でこのレースを迎えた。セナは予選でPPを獲得しプロストが2位と、同じドライバーが同じ順で3年連続フロントローに並んだ。過去2年、スタートを失敗しているセナは、このレースでもスタートで出遅れプロストが先行、1コーナー進入時にはプロストのフェラーリがアウト、セナがインの状態だった。先行したプロストがレコードラインを守りインに切れ込む中、セナは前年に引き続きまたも後方から接触。左側のグラベルに弾き出され、双方共にリタイア。レース開始から9秒で、セナのタイトル獲得が決定した。
セナの行為は、当時は故意か否かで紛糾したが、翌年の鈴鹿でセナ自ら故意の追突であったことを告白。前年のプロストとの接触を、故意によるものと判断したセナの報復行為に非難が浴びせられた。「レーサー同士の戦いはリスクがつきものだ。わずかな隙を逃さずに挑まなければ、レーサーとは言えない。僕たちは常に勝つために競争をしている。それが勝利へのモチベーションなんだ」と語った。
1991年第9戦ドイツGP
予選では2位グリッドを獲得するも、スタートで順位を落としたこともあり、レースの大半をプロストとの4位争いに費やす。終始セナが先行し、プロストが肉薄する展開であったが、プロストは38周目に第2シケインでセナに仕掛けた。セナはそのまま譲らず、プロストは押し出されるかたちで直進、パイロンを倒しながらエスケープゾーンに入り、そのままマシンを止めた。セナはその後も4位を走るが最終周にガス欠でストップし、ノーポイントに終わった。
プロストはセナの行為を危険だと激しく非難したが、続くハンガリーGPで2人の話し合いが行われ、一時的に和解することとなった。
1991年第15戦日本GP
予選から、僚友のゲルハルト・ベルガーと共に当時のレコードラップを更新しあう走りを見せ、2番手グリッドを獲得。決勝前にベルガーと「最初に1コーナーに入った者が優勝する」という紳士協定を密かに結びレースに挑む。決勝はベルガーが先行し、セナは、優勝しかチャンピオンへの道がない3番手のマンセルを抑え、ベルガーを逃がす作戦に出る。
しかし、マンセルが10周目の2コーナーでコースアウトしてリタイアした瞬間にセナのチャンピオンが確定したことで、作戦を変更しベルガーを追撃する。ベルガーは序盤でエキゾーストパイプが破損、エンジン出力が低下したことでラップタイムが落ち、追撃してきたセナにあっさり抜かれてしまう。紳士協定違反に当惑するベルガーを尻目に、セナは磐石の走りでトップを快走。このまま終わると思われた最終ラップの最終コーナー、セナはベルガーに合図を送りながらイン側を明け渡し、ベルガーがセナを抜き優勝した。
この行為は、｢チャンピオン獲得に協力してくれたベルガーへのセナからのプレゼント｣と好意的な評価をする声があった一方、｢セナが自身の速さを充分見せつけて真の勝者を印象付けた後で紳士協定に基づき仕方なく優勝を譲った｣恣意的な行動と非難する声も多くあがった。レース後、ことのいきさつについて当事者とロン・デニスの3人が激論を交わし、特にベルガーはその露骨な譲り方に怒りを抱いていたことが明らかになっている。後にベルガーはフジテレビのインタビューに対して、「セナがスローダウンしたからエンジンがトラブりやがったな、ざまあみろ、と思って前に出たら違った。もし意図がわかっていたら抜かなかった」との旨を語っている。
1992年第3戦ブラジルGP
ニューマシン・MP4/7Aを投入するも、予選ではウィリアムズ勢にタイムで大きく離された3位となった。決勝でもペースが上がらずウィリアムズ勢に大きく引き離され、後方には4位のシューマッハ以下が数珠繋ぎに続く状態であった。シューマッハが何度も仕掛けようと試みる中、セナは加減速を繰り返すという手段で抑え込んだ。しかし17周目に1コーナーでシューマッハの先行を許すと、アレジやブランドルにも次々と抜かれた後、電気系トラブルによりリタイアとなった。
セナを憧れとしていたシューマッハだが、このブロックの件で「チャンピオンのとる行動ではない」と批判した。一方のセナは、加減速を繰り返した理由について「既にエンジンにトラブルがあった為（意図的ではない）」と主張。以後両者の間で何度もトラブルが起こる発端となった。
1992年第7戦カナダGP
前戦モナコGPでの優勝の勢いもあり、予選でシーズン初（結果的に唯一）のPPを獲得し、決勝でもスタートからトップを走るが、ペースがあがらず、セナを先頭に5秒以内に8台がひしめき合う状態となった。15周目、2位のマンセルが最終コーナーで仕掛けるが、曲がり切れずにクラッシュし、そのままリタイヤとなった。一方のセナは、マンセルのリタイヤ後もトップを守っていたがギアボックストラブルにより中盤にリタイヤ、連勝はならなかった。
マンセルは自身のクラッシュをセナの危険走行が原因と判断、リタイヤ後もマシンの中に留まり1周後に戻ってきたセナに拳を上げ抗議するまで、マシンから降りようとしなかった。それでも怒りは収まらず、マクラーレンピットへ向かい、今度はロン・デニスに抗議を行った。レーシングスーツから着替えた後は、ウィリアムズのメカニックを引き連れてコントロール・タワーへ向かい、「セナの危険な行為ではじき出された」と主張、前戦モナコGPで健闘を称え合ったのとは対照的な場面となった。一方のセナはレース後に、クラッシュの原因は「曲がり切れないようなスピードでコーナーに入っていったマンセルにある」と主張した。
1992年第16戦オーストラリアGP
セナはホンダエンジンで戦う最後のレース、マンセルはF1からの引退レースと、互いに想いを抱える状況の中、予選ではマンセルがシーズン14回目のPPを獲得、セナも2位でフロントローを獲得した。決勝ではセナが1周目に一旦トップに立つが、すぐにマンセルに抜き返され、そのまま膠着状態でレースが進んだ。このシーズンで初めて、マンセルを追い詰める展開となったセナだが、19周目に両者は接触しそのままリタイヤとなった。
接触直後、セナはマンセルの元へ向かい握手の為に手を差し出したが、マンセルは拒否。更にはコントロールタワーへ向かい「セナがオーバースピードで突っ込んだ」と主張するも、認められなかった。一方、セナは「マンセルが突然減速し避けきれなかった」と語り、両者共に後味の悪い形で節目のレースを終えた。
1993年開幕戦南アフリカGP
予選2位からスタートを決めトップでレースを進めるが、序盤から油圧系トラブルを抱えペースが上がらず、後方にはプロストとシューマッハが肉薄する。22周目のS字でプロストに抜かれると、続けざまにシューマッハにも抜かれてセナは一気に3位に転落する。しかしその周のうちにシューマッハと同じタイミングでタイヤ交換に入り、メカニックの迅速な作業により再度シューマッハの前に出た。その後もシューマッハに攻め立てられるが、40周目のコンチネンタル・カーブで両者は軽く接触、セナが何事もなく走行を続けたのに対し、シューマッハはスピンを喫しリタイアとなった。
シューマッハは、接触の原因をセナの過度なブロック走行によるものと捉え激怒。しかしFIAの裁定は「不可抗力」とされ、セナには一切のペナルティが下ることは無く、そのまま2位でフィニッシュした。

## ドライビングスタイル・技術
予選

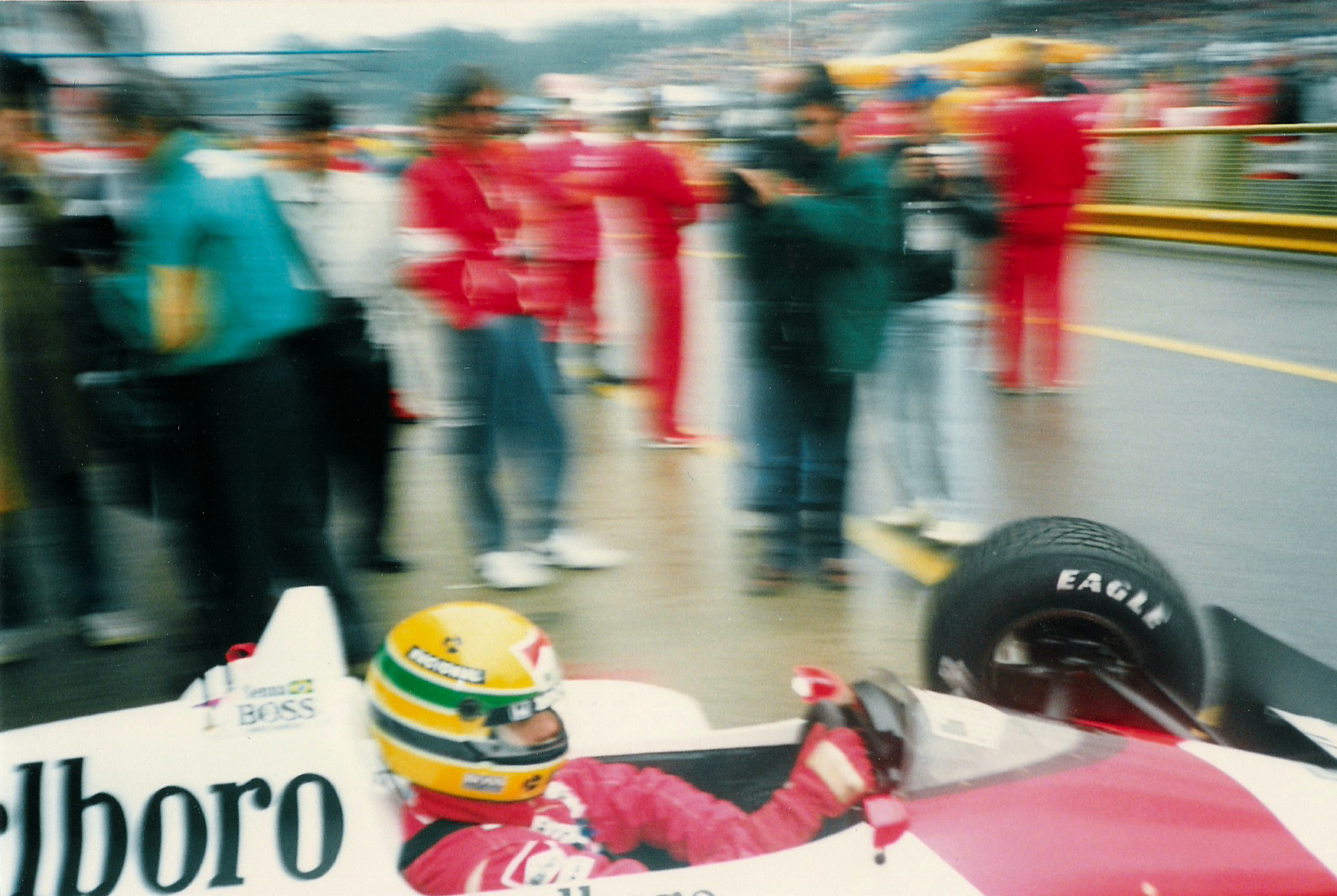
1988年サンマリノGP

予選での速さで知られ、1988年と1989年には、2年連続して16戦中13回のPPを記録し、これはそれまでの9回の記録を大幅に更新する、当時の年間最多獲得記録であった。また、1988年第14戦スペインGPから1989年第5戦アメリカGPにかけて、8戦連続でPPを獲得しており、これを破ったドライバーは未だいない。またPP65回は、2006年にシューマッハが破るまで最多記録だった（2024年3月現在はルイス・ハミルトンのPP104回が最多記録）。獲得率は40.1%で歴代4位の記録である。これはレースの年間開催数が増え、個人の参戦数が増え始めた1970年代以降のドライバーの中では群を抜いており、PP最多記録保持者のルイス・ハミルトンで35.7%、セナのPP最多記録を更新したシューマッハで25.3%に留まっている。
予選でのセナは、最後の最後に最速ラップを出すケースが多かった。最後の最後にポールを奪うことから、メカニックなどピットクルーからは、セナが「ポケットの中のコンマ1秒を出した」とジョーク交じりに言われていた。
決勝レースではPPから首位を保持し、レース序盤で2位以下に大差をつけ、その差を維持するというスタイルで勝利を掴むことが多かった。このようなスタイルは、PPからスタートするドライバーの戦略として有効で、序盤で敵の戦意を削ぐことを意図しており、レース後半の展開を楽にできる（セナ以前に最多PPを保持していたジム・クラークもこのスタイルであった）。セナの現役時代の大半は再給油が禁止されており、ファステストラップはマシンが軽くなるレース終盤に記録されることが多かった。この時代背景と、先述の戦略スタイルから、ファステストラップ獲得数19回（2019年シーズン終了時・歴代15位タイ）は、勝利数41回（歴代5位）、PP数65回（歴代3位）と比較すると少ない。
セナ足
セナのテクニックでよく知られるものに、コーナーでアクセルを小刻みに煽るドライビングがある。日本では『セナ足』と言われるそのテクニックは、進入時の安定性を向上させるとともに、コーナー脱出時の早いエンジンの吹け上がりをもたらしていた。小刻みで独特な回転数コントロールは、元々ターボのタービンの回転を高く保ち、いわゆるターボラグの発生を抑えるためとされる。しかし、セナ足はカート時代に編み出されたテクニックであり、それ以降の下位フォーミュラ、F1でのターボ、NA関係なく見られた。それらのことから、上記の説には異論もある。セナは、「セナ足」をターボに限らず、コーナーの立ち上がりで可能な限り早く加速するための技術として完成させた。
セナ以前にもケケ・ロズベルグが「ケケ足」として類似したテクニックを使っていたが、ロズベルグのそれは、まさにアクセルを「小刻みに煽る」のであり、セナのそれは一秒の間に6回ともいうアクセルコントロールによる開閉の繰り返しであり、煽るというより痙攣に近い頻度のものであることが、テレメトリーデータから分かる。それらから、ロズベルグなどの「ケケ足」とは全く異なるテクニックであるとされる。ホンダのエンジニアがエンジンの動弁系にドライブ・バイ・ワイヤを採用する際、信号のノイズを除去するためのフィルターを設けていた。しかし、セナ足によるアクセルワークがノイズとして識別されるほど微細で敏速であったため、セナのアクセルワーク自体が無視されてしまうという「セナだけに発生するトラブル」が起こり、ホンダはこの問題を解決するのに苦労した。
セナ足については、その理論的・実践的根拠を求めて日本国内のF3000級（当時）のプロドライバーたちが検証したことがあり、その結論は「分からない」となった。中谷明彦は「常人の理解を超えた領域でのテクニックだろう」と述べ、限界点の抽出、荷重のコントロール、人間トラクションコントロールなど、一般に思いつく単純な理屈だけでは説明が付かないとも言われる。チームメイトだったプロスト、ベルガーもセナ足を試みたが、いずれも再現できないとの結論に達している。
このテクニックにより多少燃費は悪くなるものの、その後のストレートのスピードで大きく差がつく。1988年には、同僚のプロストにテレメトリーのデータでは常に100 - 300回転ほどの差を付けており、プロストが「ホンダはセナにいいエンジンを与えている」と疑っていた。後藤治によると、ホンダの調査ではプロストはシフトアップをセナより早いタイミングで行うため、高回転域を使い切れていないことが原因としている。1989年第12戦イタリアGPのモンツァ・サーキットでは予選時に高速レズモ・コーナーにおいて、ホンダV10エンジンをプロストより1000回転高い領域で使用していたという。
後にRacing Onでセナ没後10年企画が行われた際、「車はアンダー気味にセッティングをしておいて、セナ足で細かくパワーオーバーを出すことで打ち消し、ニュートラルに近い挙動を生み出していたのではないか」と解説されていた。
日本のサックス奏者本田雅人がセナを追悼するために1994年に制作（発表は1998年）した楽曲「Condolence」にはセナ足を連想させるフレーズが存在している。
雨
「レインマスター」「雨のセナ」と呼ばれるなど、雨のレースを非常に得意としていた。しかし当初から得意だったわけではなく、「カートを始めたばかりの頃、ウェットレースで他のドライバーたちからあらゆる箇所で簡単に抜かれ、その悔しさからの鍛錬による」と本人が語っている。セナは、上記の出来事の後、サーキットに練習に行ってはコース上に水をまいて水浸しにし、ウェットで速く走れる術を研究したという。
得意とすることとは裏腹に、本人はあまり雨のレースが好きではないと発言している。これは同じくウェットレースが得意なことから「雨のナカジマ」と呼ばれた中嶋悟も同様である。
サーキット別

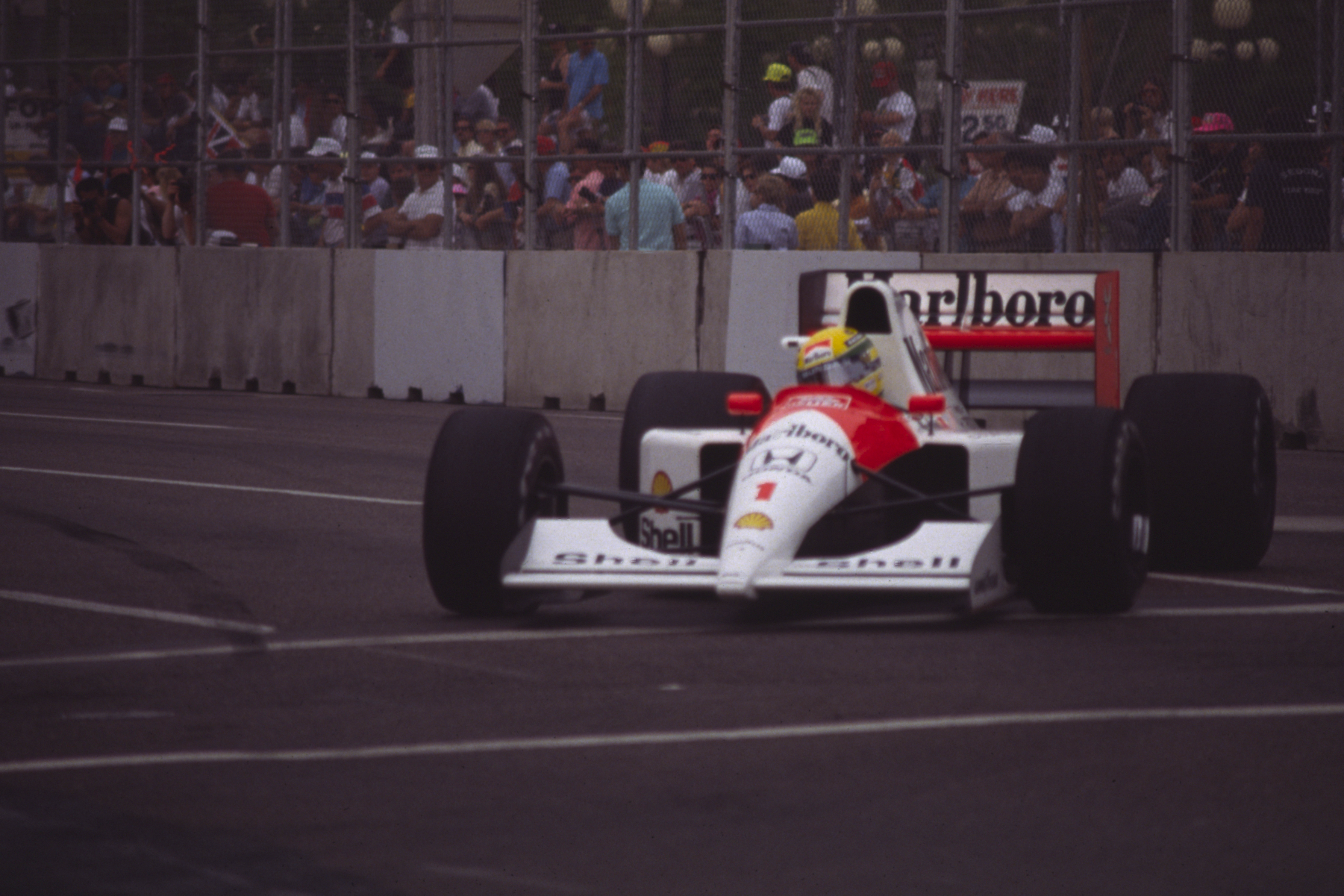
得意とした市街地コース

雨と同時に、ストリート（市街地）コースを得意とすることでも知られ、F1での全41勝中18勝をストリートコースで挙げた。走行した6ストリートコースのうち、デビュー年のみの開催だったダラスは未勝利に終わったが、他の5コースではいずれも2勝以上を記録した。モンテカルロでは5連勝を含む6勝（1987, 1989 - 1993年）、スパ（2/3が公道）では4連勝を含む5勝（1985, 1988 - 1991年）、デトロイトでは3連勝（1986 - 1988年）をマークしている。特に1991年シーズンは、ストリートコースで開催された4GP（フェニックス、モンテカルロ、スパ、アデレード）をすべて制した。
パーマネントコースにおいても、埃が多く滑りやすいなど、ドライバーの技術を問われる悪条件を得意とした。ハンガロリンクでは、3勝（1988, 1990, 1991年）・2位4回を記録している。F1唯一の予選落ちかつ最期の地という負の面のあるイモラも、3勝（1988, 1989, 1991年）・8PPとキャリアを通しては得意コースとなり、特にPPの獲得回数は自身最多となる。
逆に鬼門とされていたのはモンツァ、エストリル、地元ブラジルGPの舞台となったジャカレパグア、インテルラゴスなどである。モンツァでは最終的に2勝を挙げたものの、1987年から1989年まで3年連続目前で勝利を逃し、1990年の初勝利までに6年を要した。初のポールポジションを獲得したエストリルでは1勝しか挙げられなかった。ジャカレパグアは6年間で未勝利となり、表彰台すら1986年の2位1度のみだった。インテルラゴスも5年間で2勝を挙げたものの、1990年の中嶋悟との接触、1994年のシューマッハ追走中の単独スピンなどが発生している。
また、ライバル・プロストの母国であるフランスGPにおいては、10年間でついに1勝も挙げることは出来なかった（最高位は1988年の2位1回）。プロストは地元GPにおいても、セナの母国ブラジルGPにおいても高い勝率を記録しており、この面では対照的な結果が残ることとなった。
危険な走行
その速さや技術の高さは評価されている一方で、危険な走行に対する批判もある。3度の世界チャンピオンで自他共に認める良識派だったジャッキー・スチュワートはその点を憂慮し、セナへのインタビューで直接苦言を呈したことがある。これに対しセナは「（ジャッキーに対し）あなたのような経験豊かなチャンピオンドライバーの発言内容として驚きだ」「僕たちF1ドライバーは2位や3位になるためにレースをしているのではない」「優勝をするために全力でレースを闘っている」「レーシングドライバーならば、僅かな隙を突くべきだ」「私には私の思ったことしかできない」と反論した。同じく3度の世界チャンピオンであるジャック・ブラバムは、1990年日本GPの1コーナーでプロストと接触した件について、自分たちの時代には集団の先頭であのような事故は起きなかったと述べ、マシンの安全性向上によってドライバーのモラルが低下したと嘆いた。後述するトップ・ギアのセナ特集でマーティン・ブランドルは「セナは道を譲るか、リタイヤするかの二択を迫ってくる」と語っている。

## 人間関係
セナは神経質で内向的な性格と言われていた。ただ、ロータスでチームメイトだったエリオ・デ・アンジェリス、マクラーレンでコンビを組んだゲルハルト・ベルガー、ウィリアムズでチームメイトだったデイモン・ヒル、トレーニング・ジムで知り合ったティエリー・ブーツェン、同じポルトガル語圏出身でロータスの後輩であるペドロ・ラミー、同胞で後輩のマウリシオ・グージェルミン、ルーベンス・バリチェロらとは良好な関係を築いていた。バリチェロが94年のイモラにおいて事故を起こした際には、その入院先に家族よりも先に訪れ、意識を取り戻すまで付き添っていた。バリチェロは目覚めた時にセナが傍らに居て驚いたというエピソードを後に語っている。
ロータスでチームメイトとなった中嶋悟は、セナについて「とても面倒見が良い人だった」と語り、「彼は、レースの闘い方やコースのこと、（マシン）セッティングのこと、そして、政治的なことまで包み隠さずアドバイスしてくれた」「彼ほど性格が生真面目なドライバーを見たことがない」とセナの人間的な面を語っている。
2度の選手権王者となった1990年頃には、若手ドライバーへのアドバイスをしたり、レース中に無線で冗談まで言うようになっていた。1993年日本GPではセナが周回遅れにしようとしていたエディ・アーバインがセナに進路を譲らなかった一件で、レース後にアーバインに殴りかかる事件も起こった。アーバインは殴られたと公言しているが、これは1987年第3戦ベルギーGPでマンセルと殴りあったのとは違い、周囲の制止で思いとどまっている（詳細はエディ・アーバインを参照）。この一件では6か月の執行猶予付きで2戦出場停止処分を受けた。
ドライバーではないが、セナの現役時代にFIA会長を務めていたジャン＝マリー・バレストルは、同じフランス人のプロストに露骨に肩入れした一方で、89年鈴鹿のシケインでの事件による失格裁定や、1990年のPPの位置を巡る争いなど、セナとは犬猿の仲で知られた。これらの構図は、慢性的にF1界を取り巻いてきた欧州封建の側面と対峙するかのようなセナの姿勢を印象付け、特に欧州圏外での熱狂的なファン獲得に繋がった要因とも言われている。

### ライバル関係の一例

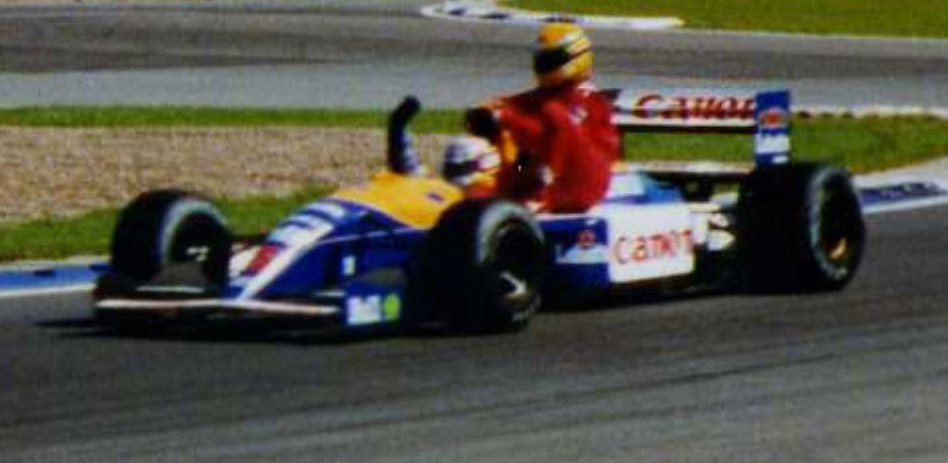
1991年イギリスGPでマンセルのマシンに乗るセナ

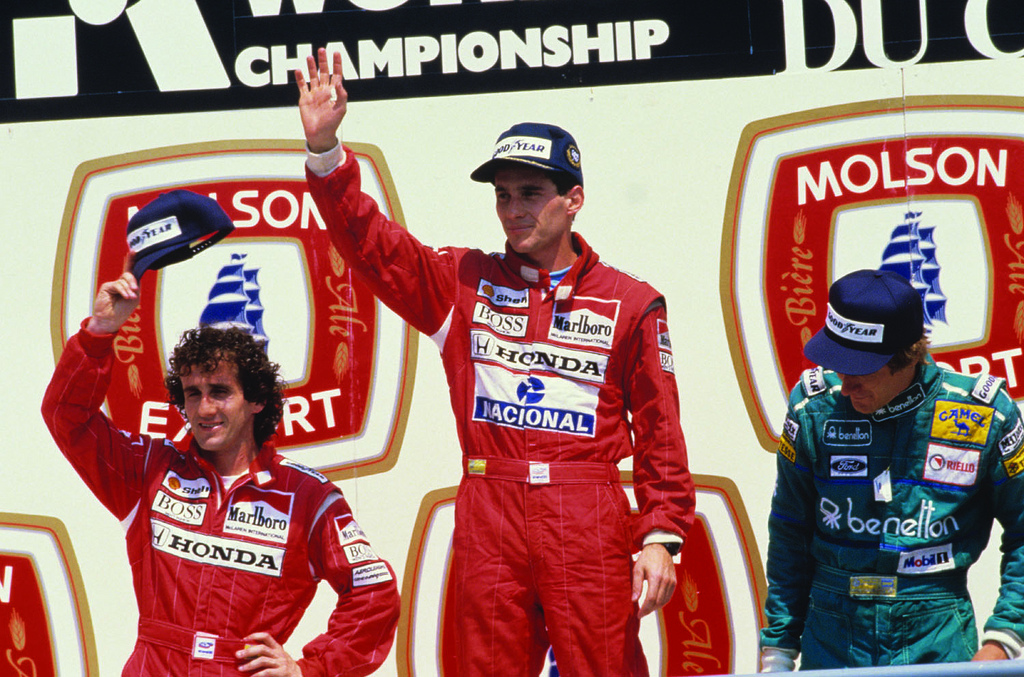
1988年カナダGPにて優勝したセナ（中央）と2位のプロスト（左）

ネルソン・ピケ
3度のF1ワールドチャンピオンに輝いたネルソン・ピケとは、母国の先輩・後輩でありながら犬猿の仲だったことが知られ、生涯友好的な関係ではなかった。ピケからの発言として、「奴の乗ったマシンに乗るときは念入りに消毒する必要がある」「サンパウロのタクシードライバー」「女に興味のないラジコン狂」など、マスメディアによって伝えられた悪口も数多い。しかし、1992年にピケがインディ500予選時に両足複雑骨折の重傷を負った際には、見舞い電報を送っており、ピケ本人は「読んで涙が流れた」と語っている。ピケはセナの葬儀に出席していないが、セナ死去時の追悼コメントでは、「暫くは出てこない存在」などセナを評価する言葉を残している。
ナイジェル・マンセル

マンセルとは、殴り合いの喧嘩なども含めていざこざが多数あるものの、遺恨を残すまでには至らなかった。1991年にセナがチャンピオンを獲得した際には、タイトル争いの相手であったマンセルは、ピットで迎え祝福。逆に1992年にマンセルが初タイトルを獲得した際には、セナがピットまで赴き祝福の言葉を述べている。また、1992年のモナコGPではお互いを讃えあうなど、よきライバル関係を築いていた。セナが他界した後、日本のテレビ番組に出演した際にも「お互いに凄い奴だと認め合っていた」と、その関係について語っている。当時のF1の救急医療班の代表であり、セナとは家族ぐるみの交流があったシド・ワトキンスも、マンセルとセナは友好的な関係だった、と語っている。
アラン・プロスト

プロストとは、前述のように様々な因縁があった。しかし、後述のプロストのコメントにもあるとおり、プロストがF1を休養していた1992年には2人は個人的に連絡を取り合っていたという。今宮純と川井一仁もその共著の中で「2人はカメラが回っていないところでは、話もよくしている」と記述している。また、後にプロスト自身はセナとの関係について「問題を抱えていた時期もあったことは確かだが、マスコミによって多くの人物にライバル以上の敵対関係として捉えられることとなった」と語っている。2人が最も険悪だったとされる1989年でも、ウィリアムズでのピケとマンセルの様に一切情報共有が無いということはなく、ミーティングなどではチームのプラスとなるためにプロフェッショナルな関係を保っていたという。1994年のサンマリノGPの最中である4月29日、フリー走行中のセナは地元のテレビ局による中継の解説を務めていたプロストに対し、無線で「親愛なるアラン元気かい？ 君がいなくなって淋しいよ」と伝えている。セナの事故死はその2日後だった。これらのことから、2人の関係が悪かったと一概には言えない。プロストはセナの死後、セナのファンクラブのフランス支部名誉会長も務めている。
また、フジテレビ主催のセナ追悼イベントのインタビューの中では次のように語っている。
ミハエル・シューマッハ
デビュー当時のシューマッハはベテラン相手に物怖じせず、セナとの間に何度かトラブルが生じた。1992年第3戦ブラジルGPでは加速減速を繰り返しながらブロックしたセナに対して、シューマッハが「チャンピオンのする行為ではない」と批判（セナはエンジンのミスファイアと発言）。第8戦フランスGPでは、スタート直後に追突してきたシューマッハを、再スタート前のグリッド上でセナが厳しく諭す一幕があった。両者はその後ドイツ・ホッケンハイムリンクにおいて、テスト走行中のトラブルで乱闘寸前になった。また、1993年開幕戦南アフリカGPではセナがコーナーでインをついたシューマッハにマシンを被せて妨害しスピンさせる行為もあった。しかし1994年には互いに認め合い、安全面について話し合うこともあった。
1994年サンマリノGPの悲劇を眼前で目撃したシューマッハは、レース後モーターホームに閉じこもり、婚約者のコリーナと泣き続けたと後に語っている。2000年イタリアGPではセナに並ぶ通算41勝目を挙げた際、表彰台後の記者会見で「勝ち星（41勝）がセナと並びましたね。今日の勝利はあなたにとって大きな意味を持つものですか」と尋ねられると「そうだね。この勝利は僕にとってすごく大きな意味を持つものなんだ。ごめん…」と語った後、突然号泣して口を閉ざした。その後再び同じ質問が出されると「そんなの言わなくたってわかるだろ」と答えた。

## ホンダとの関係
1987年、ホンダがロータスにエンジンを供給し、セナとホンダとの蜜月関係が始まる。これは、1988年にセナがマクラーレンに移籍した後も続き、結局1992年まで6年間ホンダエンジンをドライブし続けることになる。本田宗一郎と会った際に「お前のために最高のエンジンを作ってやるよ」と言われ、「本田さんは日本での父」と感涙した。
また、1987年までホンダF1総監督だった桜井淑敏とは、桜井がホンダを退社した後もセナが何かと相談を持ちかけるほどの深い友人関係にあった。
開幕戦ブラジルGPでは、エンジンに異常を感じてリタイアしたが、実際にはエンジンは壊れてはいないとされた。しかし、ホンダのエンジニアがエンジンを分解してみたところ、パーツが壊れてエンジンブローする寸前だったという。この一件でホンダのエンジニアによるセナへの評価や信頼が上昇することとなった。
1988年の鈴鹿でのレース後に、セナはアラン・プロストと共に、本田から食事に招待され、本田から「うちのクルマで勝ってくれてありがとう」と言われた。セナは、礼を言われるとは思ってもいなかったので、感激しほとんど料理を食べることができず、ただ涙を流していたという。
レース以外でもホンダとは関係を持ち、1989年にホンダのフラグシップ・スポーツカー、NSXの開発テストに参加。これはセナが生涯の中で唯一手掛けた市販乗用車であった。同車のテストにおいて、剛性不足を指摘されたホンダが、剛性を確保するために取り付けたバーは、通称『セナバー』とも呼ばれる。また、「セナさんの休日」のキャッチコピーで、同社のVT250スパーダ（2輪）の紙面広告に出演。その後、同社のプレリュード（4代目）のCMにも出演した。キャッチコピーは「Just move it」。
また、マクラーレンで担当エンジニアだった木内健雄と最後に会った時に、「俺は若いから、まだ何年でも待っていられるから、もう一回ホンダに乗るから」と、F1の舞台での再会を誓っていた。
2013年、ホンダは1989年日本GPにおけるセナの予選最速ラップを最新技術で再現する「Ayrton Senna 1989プロジェクト」を発表。エンジン音や走行ラインを3DCGで再現するウェブコンテンツ「3D-View」などを公開した。

### ホンダエンジン搭載車でのセナの記録
1987年はロータス、1988 - 1992年はマクラーレンで通算6年間ホンダエンジン搭載車でドライブした。なおここでは記録のパーセンテージのうち小数点以下は四捨五入して掲載している。
- ドライバーズタイトル3回 1988、1990、1991年と全てマクラーレン・ホンダ時代に獲得。
- 優勝通算41回中32回 自身の全優勝の78%がホンダエンジンでの優勝である。
- PP通算65回中46回 自身の全PPの70%がホンダエンジンでの記録である。
- FL通算19回中14回 自身の全FLの74%がホンダエンジンでの記録である。
- 通算ポイント614点中435点 自身の通算ポイントの71%がホンダエンジンでの記録である。

ドライバーズタイトル、優勝、PP、FL、通算ポイントといずれもホンダエンジンのドライバー別通算記録の中で最多記録となる。

## F1における主な記録
- ワールドチャンピオン獲得3回（歴代5位タイ 当時歴代2位タイ）
  - 1988年、1990年、1991年。1993年にアラン・プロストが4度目のタイトルを獲得し単独2位となり、逝去当時は歴代3位タイだった。
- 優勝41回（歴代5位 当時歴代2位）
  - 1991年第2戦ブラジルGPでジャッキー・スチュワートの27勝を更新。
- ポールポジション65回（歴代3位 逝去当時歴代1位）
  - 1989年第5戦アメリカGPでジム・クラークの33回を更新。2006年第4戦サンマリノGPでミハエル・シューマッハが更新。
- 年間ポールポジション13回（歴代3位タイ 当時歴代1位）
  - 1988年、89年に連続して記録。1973年のロニー・ピーターソン、1974年、1975年のニキ・ラウダ、1984年のネルソン・ピケの9回を更新。1992年にナイジェル・マンセルが更新。
- 年間ポール・トゥ・ウィン7回（歴代5位 当時歴代1位）
  - 1988年、91年に記録。それまでの5回を更新。1992年にナイジェル・マンセルが更新。
- 連続ポールポジション8回（歴代1位タイ）
  - 1988年第14戦スペインGP - 1989年第5戦アメリカGPにかけて記録。
- 連続フロントロー獲得24回（歴代1位）
  - 1988年第9戦ドイツGP - 1989年第16戦オーストラリアGPにかけて記録。
- 同一GPでの連続PP7回(歴代1位)
  - サンマリノGPにおいて、1985年 - 1991年にかけて記録。
- 同一GPでの連続優勝5回（歴代1位）
  - モナコGPにおいて、1989年 - 1993年にかけて記録。
- 開幕からの連続優勝4回（歴代3位タイ 当時歴代1位）
  - 1991年に記録。それまでの記録2勝を更新。1992年にナイジェル・マンセルが更新。
- 開幕からの連続PP6回（歴代2位タイ 当時歴代1位）
  - 1988年に記録。1977年のジェームス・ハントの3回を更新。1993年にアラン・プロストが更新。
- モナコGP6勝（歴代1位）
  - 1993年に更新。1987年、1989年 - 1993年に記録し、1969年にグラハム・ヒルが記録した5勝を更新。

## エピソード
パーソナルデータ
- 利き手は左。
- 血液型はRh+B型。
- 趣味のひとつに、ラジコンの飛行機やヘリコプターがあった。市販のものを購入し、独自に改造も行うほど。日本の友人から日本製の製品も多く受け取り熱中していた。
- コーヒーが苦手と語っている。「ブラジル人ながらコーヒーが苦手なのは僕くらいかも知れない」とも語っている。
- オフには故郷のプライベートアイランドで水上オートバイを楽しんだ。1991年のシーズン中に水上オートバイの事故に遭い、後頭部を縫う怪我を負った。

家族・恋人

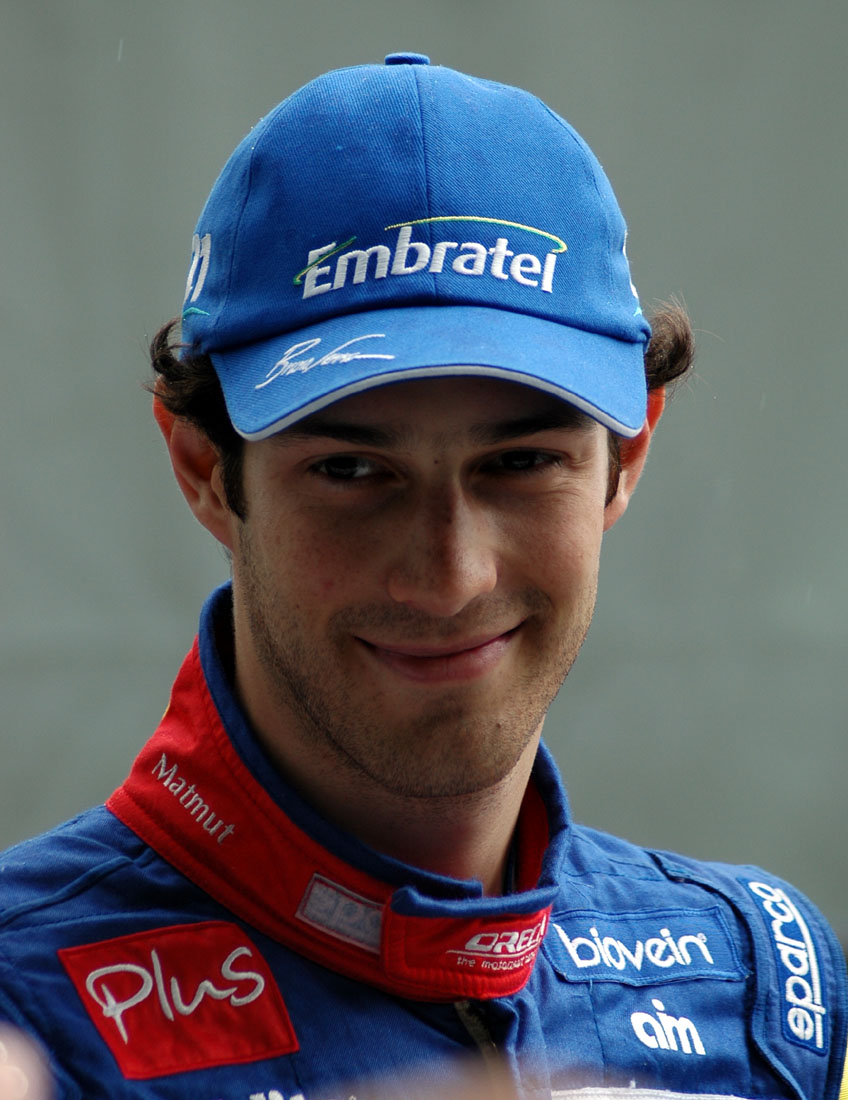
甥のブルーノ・セナ

- 両親は父ミルトン、母ネイジ、兄弟は姉ビビアーニ、弟レオナルド。「セナ」は母方のファミリーネーム。
- 姉のビビアーニ・セナ・ラッニは弟の死後「アイルトン・セナ財団」の代表に就任し、1994年日本GPにゲストとして来日し、日本のファンへ感謝のスピーチを述べた。ビビアーニの息子（アイルトンの甥）ブルーノ・セナは後にレーサーとなり、2010年にF1デビューを果たした。
  - その後ブルーノがフォーミュラEに参戦するとかつてのライバル・プロストとピケの息子（ニコラ・プロスト、ネルソン・ピケJr.）と戦うこととなり、日本のメディアでは「セナ・プロ対決再び」「4強の子が集う」と話題になった。2016年に開催されたロンドンePではニコラがポールポジション、ブルーノがフロントローに着けて「セナ・プロ対決」が実現した。

- 一時期、当時ブラジルの国民的アイドルシューシャ（本名：マリア・ダ・グラサ・メネゲル）と交際していた。その出演番組にセナがゲスト出演したこともある。1988年のクリスマス番組で彼女がセナに「欲しい物は何？」と聞くと「ここでは言えない」と言って彼女にだけ耳打ちした。その後シューシャはワールドチャンピオンのお祝いと称し「新年の分」「1990年の分」「1991年の分」「1992年の分」「1993年の分」として何度も彼の顔にキスをしている。能天気なまでのキスシーンとは裏腹に「1993年の分」で終わることが1994年の事故を暗示していると後に評判となる。また、1990年ブラジルGPでは、シューシャがセナの応援に来ており、後にセナの葬儀にも参列した。なお、シューシャはセナと付き合う以前はサッカー選手のペレと交際をしており、セナと付き合ってからシューシャを巡ってセナとペレの間でトラブルがあったとの噂が広まっている。

信仰心
- 敬虔なカトリックの家庭で育ち、自身も聖書を携帯し、インタビューなどでたびたび神の存在について語っている。
- 1988年日本GPで自身初のチャンピオンを獲得した際には、レース後の会見で「スプーンカーブを走っている時、宙に浮いたような神を見た。光に包まれて、天高く上がっていってるんだ」と発言した。

慈善活動
- セナ自身の意向により常に完全に匿名で行われていたため存命当時に公にされることはなかったが、チャリティに非常に熱心で、数百万ドルの私財を恵まれない子供たちに寄付していたという。

ビジネス
- F1ドライバーとしての収入とは別に、自身で発足した会社を持ち事業を展開していた。通称「セナビル」と言われる自宅兼社屋をサンパウロ市内に私有、「セニーニャ （Senninha）」という自身をモチーフにしたキャラクター商品などの販売で収益を得、またその一部は寄付などにも充てていた。

交渉術

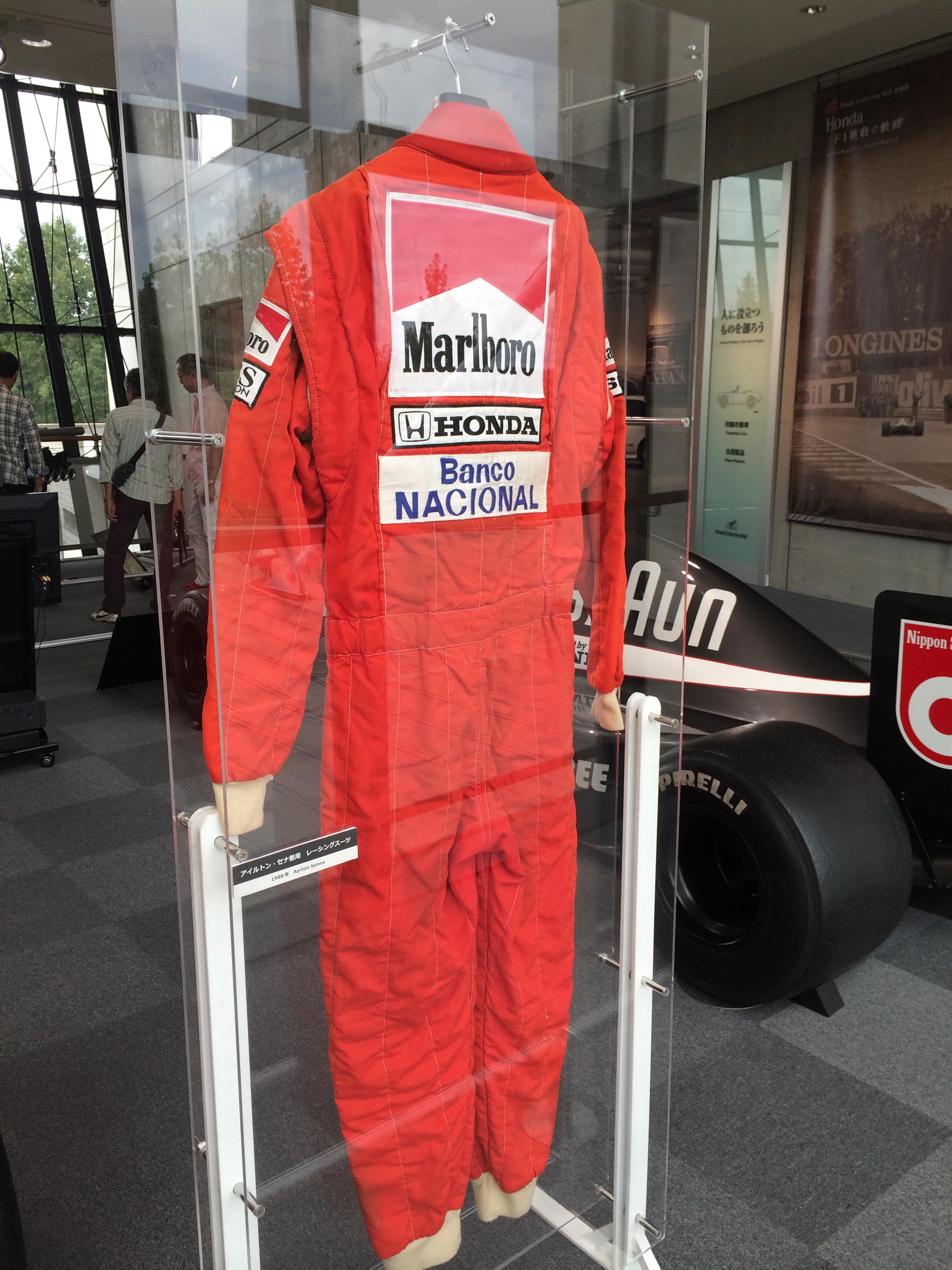
ナシオナル銀行のロゴの入ったマクラーレン時代のレーシングスーツ

- チームとの交渉事ではタフな一面を見せた。マクラーレンではドライバーの個人スポンサーのPRを認めていなかったが、特例としてナシオナル銀行（NACIONAL）のキャップやロゴの露出を認めさせた。契約金が合意しなかった時は、ロン・デニス代表とコイントスで決めたこともあった。
- 1983年オフにセナと共にF1テストを受けたマーティン・ブランドルは、「セナはあの当時からF3ボーイズと思えない老練な考え方をしていた。彼はトールマンと最初のF1契約を結ぶときに違約金さえ何とかなればいつでも破棄できる契約を結び、より強力なマシンに乗るチャンスを逃さないよう準備出来ていた。あの時点でセナは精神的に大人だった」と証言している。
- 1990年夏にロン・デニスと行われた契約延長交渉でも年俸や契約年数など条件面の隔たりが大きく、セナはウィリアムズとフェラーリから契約を望まれていることを隠さずにデニスにプレッシャーを与え、デニスが3年契約を希望していたものをセナが主張する1年契約プラス1年のオプション契約になり、報酬額もセナの希望した約22億円とされる額をデニスは全て飲むことになった。デニスをして「彼（セナ）はこのグランプリ界随一の交渉家だ」と言わしめた。
- 1993年はフォードのワークスエンジン獲得を訴え、サンマリノGPでは金曜日のフリー走行開始直前までサーキット入りせずチームにプレッシャーをかけた。
- 一方、ベルガーと共にワニの棲む池にロン・デニスを叩き落とし、「契約金を上げると約束すれば、助けてやる」という交渉をしたこともあった。なお、この際は、ロン・デニスが契約金上昇を約束し、2人に助けられている。

投票結果
- イギリスのF1 Racing誌（2007年2月号）は、史上最速のF1ドライバーとしてアイルトン・セナを選出した。同誌は、FIAのマックス・モズレー会長、当時のフェラーリチーム代表のジャン・トッド、元チャンピオンのケケ・ロズベルグ、元チームオーナーのエディ・ジョーダンなどのF1界を代表する有識者（28人）に投票を依頼し、最速ドライバー歴代50傑を決定した。セナはミハエル・シューマッハを抑えてランキング1位になった。3位はジム・クラーク。
- イギリスのF1 Racing誌（2008年6月号）において「史上最高のドライバートップ100ランキング」が掲載され、1位にアイルトン・セナを選出した。これは同誌のリーダーパネル会員の数千におよぶ投票で決定されたもので、2位はミハエル・シューマッハ、3位にファン・マヌエル・ファンジオ。
- 英誌オートスポーツは、F1ドライバー経験者217人の投票により「F1で最も偉大なドライバー」にセナを選出した。2位はミハエル・シューマッハ。3位はファン・マヌエル・ファンジオ。現役ではフェラーリのフェルナンド・アロンソの9位が最高だった（2009年12月）。

日本のメディア関連
- フジテレビによるF1中継では、セナの印象的なレースとして語られることの多いGPは、三宅正治が実況を担当していたケースが多かった。優勝レースの担当回数は古舘伊知郎・大川和彦に及ばないが、名レースとして語られることの多いGPや節目の勝利の割合が高かった他、優勝レース以外でも、パトレーゼの猛攻を凌ぎ2位を死守した1992年ドイツGP、最期となった1994年サンマリノGP等が三宅の実況であった。
- 一方で、単純にセナと相性の悪いアナウンサーとしてよく話題に挙がるのは当時関西テレビアナウンサーの馬場鉄志であり、終盤までトップを走行しながら勝利を逃す、大きな遺恨を残す事態を生む、シーズン初リタイヤを喫する等、単に「優勝出来なかった」という以上の出来事を伴うレースが多くあった。ホンダ陣営も馬場との相性に関するエピソードを知っており、1990年スペインGPでは、馬場の顔写真を見たホンダスタッフが「悪ふざけが過ぎる！」と怒ったこともあった。1993年のスペインGPでは馬場が実況、古舘が解説を担当したが、古館が「馬場さんがアナウンサー担当の時にセナが勝った確率はなんと1割8分です。22戦して4勝です」と発言し、それを聞いた馬場自身も「あまりその話題には触れたくないのでありますが…」と困惑する場面もあった（結果はプロストが優勝し、セナは2位）。
- 1991年には週刊少年ジャンプ（集英社）がマクラーレンのスポンサーとなっていたことから、35号から51号にかけてセナを主人公として同年のシリーズを描く『Fの閃光-アイルトン・セナの挑戦!!-』（原作: 西村幸祐 画: 長沢克泰・鬼窪浩久）が連載された。
- 1992年10月20日、日本GP直前にフジテレビの依頼で「笑っていいとも!」「タイム3」「FNNスーパータイム」にはしご出演。「いいとも」の収録後、フジテレビへ向かうセナを出待ちをする人混みで新宿アルタ前が一時騒然となった。石橋貴明はオフの日に「いいとも」を見ていたところ、偶然セナの番組出演を知り、フジテレビ関係者を通じて「会いたい」と交渉したところ、許諾が下りた。当時、「とんねるずの生でダラダラいかせて!!」内の「生ダラCART GP」で"アイルトン・タカ"と名乗っていた石橋は、番組で使っていたヘルメットを持参してセナと対面し、意気投合する。石橋はかねてより、セナの生ダラCART GP参戦を願っていたが、モナコGP観戦のため現地へ向かう空港で出会ったグッドイヤー幹部の仲介が奏功し、1993年12月に実現する。コーナーレギュラーの定岡正二と共に念願のカート対決を楽しんだ。セナはコースを逆走したり、石橋を真似て「シェー」のポーズをとるなど終始リラックスしていた。レース後、石橋から「鈴鹿で優勝した際のヘルメット」のプレゼントを頼まれ、これを快諾した。セナは日本の友人である石橋との交流を楽しみにしていたようで、折に触れ石橋のことを気にかけていた。前述のヘルメットはセナの死から約1年後、財団からホンダのスタッフを通じて石橋に手渡されたが、一度も被らずに自宅で丁重に保管されているという。
- 1993年、南アフリカGP参戦の為にヤン・スマッツ空港へ到着。待機していた報道陣から今回F1参戦を表明した経緯についてインタビューを受けていたところ、プロレスラーのアントニオ猪木が突然目の前に現れ、日本の報道陣はどよめいたがセナと猪木は握手を交わし、ポルトガル語でしばし会話。同じブラジルにルーツを持つ両者だっただけに、「知り合いなのか？」と尋ねられたが、お互いに「テレビで観た事はある」と答えた。
- 2013年に発売されたPlayStation 3用ゲーム『グランツーリスモ6』で、アイルトン・セナ財団がグランツーリスモ6と長期的なパートナーシップを締結。5月に追加コンテンツ「アイルトン・セナ・トリビュート」が登場し、セナが運転したマシンを運転、セナの人生をたどることができる。収録されたフォーミュラカーはロータス・97T。また、オープニングムービーにセナ財団がサポートしている学校も実写で登場する。なお、1993年のF1を題材とするゲームでは開幕前に休養も取りざたされていた一連の影響のためか、セナが初期設定では登録されていないというゲームが多かった（多くの場合はエディット機能による登録は可能だった）。
- F1ポールポジションでは鹿島アントラーズに移籍していた元CRフラメンゴのジーコと対談している。その時のプレゼンターはカルロス・トシキが行い、全てポルトガル語で会話（日本語字幕）された。

伝記映画
- 死後16年以上が経過した2010年日本GPに合わせ、ドキュメンタリー映画『アイルトン・セナ 〜音速の彼方へ』が公開された。この映画は全世界での公開になるが、世界に先駆けて日本は先行上映された。映像や声の出演は生前のセナ本人だけでなく、善きライバルであったプロスト、所属チームのオーナーだったフランク・ウィリアムズやロン・デニス、親族では実姉のヴィヴィアーニ・セナから実父、実母などセナの生涯に携わった人物が多数登場する。
- この映画のプロデューサーのジェイムズ・ゲイ・リースによると、セナが死の1か月ほど前にイモラサーキットでテストを行った際に、タンブレロに立ち、イモラサーキットの関係者に路面に凹凸があり危険だと指摘し、「ここで今年誰かが死ぬ」と話している映像があるが、映画にはうまく組み込ませることができなかったという。
- また、その現場を個人カメラマンが別角度から撮影した映像もあり、セナの死から数日後のフジテレビのニュース番組で放送された。

その他
- 当時の日本での人気を裏付けるエピソードに、生まれた子供の名前を「せな」にする人が存在し、ボートレーサーの中嶋世奈やモデルでレースクイーンの前田星奈らの名前の由来がそれにあたる。
- サッカーはSCコリンチャンス・パウリスタのファンであった。2018年にはセナをモチーフにしたユニフォームを制作・試合で着用された。

## レース戦績

### F1以前の戦績
| 年     | カテゴリー                             | 所属チーム                     | シャシー                                    | エンジン | 優勝数 / 参戦数 | PP | FL | 年間ランキング |
| ------ | -------------------------------------- | ------------------------------ | ------------------------------------------- | -------- | --------------- | -- | -- | -------------- |
| 1981年 | フォーミュラ・フォード1600             | -                              | バン・ディーメン RF80 バン・ディーメン RF81 | フォード | 12 / 20         | 6  | 9  | 1位            |
| 1982年 | ヨーロッパ・フォーミュラ・フォード2000 | ルーセン・グリーン・レーシング | バン・ディーメン RF82                       | フォード | 6 / 9           | 8  | 5  | 1位            |
| 1982年 | イギリス・フォーミュラ・フォード2000   | ルーセン・グリーン・レーシング | バン・ディーメン RF82                       | フォード | 16 / 19         | 8  | 16 | 1位            |
| 1982年 | イギリスF3 （スポット参戦）            | -                              | ラルト RT3                                  | トヨタ   | 1 / 1           | 1  | 1  | -              |
| 1983年 | イギリスF3                             | ウエストサリー・ レーシング    | ラルト RT3                                  | トヨタ   | 12 / 20         | 15 | 12 | 1位            |
| 1983年 | F3 マカオグランプリ                    | ウエストサリー ・レーシング    | ラルト RT3                                  | トヨタ   | -               | PP | FL | 総合優勝       |

### イギリス・フォーミュラ・フォード2000
| 年     | チーム                         | 1     | 2     | 3     | 4     | 5     | 6     | 7     | 8       | 9     | 10    | 11    | 12    | 13    | 14    | 15    | 16    | 17    | 18    | 順位 | ポイント | 参照   |
| ------ | ------------------------------ | ----- | ----- | ----- | ----- | ----- | ----- | ----- | ------- | ----- | ----- | ----- | ----- | ----- | ----- | ----- | ----- | ----- | ----- | ---- | -------- | ------ |
| 1982年 | ルーセン・グリーン・レーシング | BRH 1 | OUL 1 | SIL 1 | DON 1 | SNE 1 | SIL 1 | MAL 1 | OUL Ret | BRH 1 | MAL 1 | BRH 1 | OUL 1 | SNE 2 | CAS 1 | SNE 1 | THR 1 | SIL 1 | BRH 2 | 1位  | 378      | [ 94 ] |

- 太字はポールポジション、斜字はファステストラップ。(key)

### イギリス・フォーミュラ3選手権
| 年     | チーム                     | エンジン | 1     | 2     | 3     | 4     | 5     | 6     | 7     | 8     | 9     | 10      | 11      | 12      | 13    | 14    | 15      | 16    | 17      | 18      | 19    | 20    | 順位 | ポイント |
| ------ | -------------------------- | -------- | ----- | ----- | ----- | ----- | ----- | ----- | ----- | ----- | ----- | ------- | ------- | ------- | ----- | ----- | ------- | ----- | ------- | ------- | ----- | ----- | ---- | -------- |
| 1983年 | ウエストサリー・レーシング | トヨタ   | SIL 1 | THR 1 | SIL 1 | DON 1 | THR 1 | SIL 1 | THR 1 | BRH 1 | SIL 1 | SIL Ret | CAD DNS | SNE Ret | SIL 1 | DON 2 | OUL Ret | SIL 1 | OUL Ret | THR Ret | SIL 2 | THR 1 | 1位  | 132      |

- 太字はポールポジション、斜字はファステストラップ。(key)

### マカオグランプリ
| 年     | チーム                     | シャーシー/エンジン | 予選 | レース1 | レース2 | 総合順位 |
| ------ | -------------------------- | ------------------- | ---- | ------- | ------- | -------- |
| 1983年 | ウエストサリー・レーシング | ラルト・RT3 トヨタ  | 1位  | 1       | 1       | 1位      |

### F1
| 年     | 所属チーム   | シャシー | エンジン                | 1       | 2       | 3       | 4       | 5       | 6       | 7       | 8       | 9       | 10    | 11      | 12      | 13      | 14      | 15      | 16      | WDC | ポイント |
| ------ | ------------ | -------- | ----------------------- | ------- | ------- | ------- | ------- | ------- | ------- | ------- | ------- | ------- | ----- | ------- | ------- | ------- | ------- | ------- | ------- | --- | -------- |
| 1984年 | トールマン   | TG183B   | ハート 415T 1.5 S4 t    | BRA Ret | RSA 6   | BEL 6   | SMR DNQ |         |         |         |         |         |       |         |         |         |         |         |         | 9位 | 13       |
| 1984年 | トールマン   | TG184    | ハート 415T 1.5 S4 t    |         |         |         |         | FRA Ret | MON 2‡  | CAN 7   | DET Ret | DAL Ret | GBR 3 | GER Ret | AUT Ret | NED Ret | ITA     | EUR Ret | POR 3   | 9位 | 13       |
| 1985年 | ロータス     | 97T      | ルノー EF15 1.5 V6 t    | BRA Ret | POR 1   | SMR 7†  | MON Ret | CAN 16  | DET Ret | FRA Ret | GBR 10† | GER Ret | AUT 2 | NED 3   | ITA 3   | BEL 1   | EUR 2   | RSA Ret | AUS Ret | 4位 | 38       |
| 1986年 | ロータス     | 98T      | ルノー EF15B 1.5 V6 t   | BRA 2   | ESP 1   | SMR Ret | MON 3   | BEL 2   | CAN 5   | DET 1   | FRA Ret | GBR Ret | GER 2 | HUN 2   | AUT Ret | ITA Ret | POR 4†  | MEX 3   | AUS Ret | 4位 | 55       |
| 1987年 | ロータス     | 99T      | ホンダ RA166E 1.5 V6 t  | BRA Ret | SMR 2   | BEL Ret | MON 1   | DET 1   | FRA 4   | GBR 3   | GER 3   | HUN 2   | AUT 5 | ITA 2   | POR 7   | ESP 5   | MEX Ret | JPN 2   | AUS DSQ | 3位 | 57       |
| 1988年 | マクラーレン | MP4/4    | ホンダ RA168E 1.5 V6 t  | BRA DSQ | SMR 1   | MON Ret | MEX 2   | CAN 1   | DET 1   | FRA 2   | GBR 1   | GER 1   | HUN 1 | BEL 1   | ITA 10† | POR 6   | ESP 4   | JPN 1   | AUS 2   | 1位 | 90 (94)  |
| 1989年 | マクラーレン | MP4/5    | ホンダ RA109E 3.5 V10   | BRA 11  | SMR 1   | MON 1   | MEX 1   | USA Ret | CAN 7†  | FRA Ret | GBR Ret | GER 1   | HUN 2 | BEL 1   | ITA Ret | POR Ret | ESP 1   | JPN DSQ | AUS Ret | 2位 | 60       |
| 1990年 | マクラーレン | MP4/5B   | ホンダ RA100E 3.5 V10   | USA 1   | BRA 3   | SMR Ret | MON 1   | CAN 1   | MEX 20† | FRA 3   | GBR 3   | GER 1   | HUN 2 | BEL 1   | ITA 1   | POR 2   | ESP Ret | JPN Ret | AUS Ret | 1位 | 78       |
| 1991年 | マクラーレン | MP4/6    | ホンダ RA121E 3.5 V12   | USA 1   | BRA 1   | SMR 1   | MON 1   | CAN Ret | MEX 3   | FRA 3   | GBR 4†  | GER 7†  | HUN 1 | BEL 1   | ITA 2   | POR 2   | ESP 5   | JPN 2   | AUS 1‡  | 1位 | 96       |
| 1992年 | マクラーレン | MP4/6B   | ホンダ RA122E 3.5 V12   | RSA 3   | MEX Ret |         |         |         |         |         |         |         |       |         |         |         |         |         |         | 4位 | 50       |
| 1992年 | マクラーレン | MP4/7A   | ホンダ RA122E/B 3.5 V12 |         |         | BRA Ret | ESP 9†  | SMR 3   | MON 1   | CAN Ret | FRA Ret | GBR Ret | GER 2 | HUN 1   | BEL 5   | ITA 1   | POR 3   | JPN Ret | AUS Ret | 4位 | 50       |
| 1993年 | マクラーレン | MP4/8    | フォード HBE7 3.5 V8    | RSA 2   | BRA 1   | EUR 1   | SMR Ret | ESP 2   | MON 1   | CAN 18† | FRA 4   | GBR 5   |       |         |         |         |         |         |         | 2位 | 73       |
| 1993年 | マクラーレン | MP4/8    | フォード HBA8 3.5 V8    |         |         |         |         |         |         |         |         |         | GER 4 | HUN Ret | BEL 4   | ITA Ret | POR Ret | JPN 1   | AUS 1   | 2位 | 73       |
| 1994年 | ウィリアムズ | FW16     | ルノー RS6 3.5 V10      | BRA Ret | PAC Ret | SMR Ret | MON     | ESP     | CAN     | FRA     | GBR     | GER     | HUN   | BEL     | ITA     | POR     | EUR     | JPN     | AUS     | NC  | 0        |

- 太字はポールポジション、斜字はファステストラップ。(key)
- ‡ : ハーフポイント。レース周回数が75%未満で終了したため、得点が半分となる。
- † : リタイアだが、90%以上の距離を走行したため規定により完走扱い。

### 世界耐久選手権
| 年     | チーム                          | 使用車両      | クラス | 1   | 2   | 3   | 4     | 5   | 6   | 7   | 8   | 9   | 10  | 11  | 順位 | ポイント |
| ------ | ------------------------------- | ------------- | ------ | --- | --- | --- | ----- | --- | --- | --- | --- | --- | --- | --- | ---- | -------- |
| 1984年 | ニューマン ヨースト・レーシング | ポルシェ・956 | C1     | MNZ | SIL | LMS | NÜR 8 | BRH | MOS | SPA | IMO | FSW | KYA | SAN | 82位 | 3        |

- 太字はポールポジション、斜字はファステストラップ。(key)

## 出演

### 映画
| 年   | 題名                                  | 役名 | 備考                 |
| ---- | ------------------------------------- | ---- | -------------------- |
| 2010 | アイルトン・セナ 〜音速の彼方へ Senna | 本人 | ドキュメンタリー映画 |

## アイルトン・セナを演じた役者

### テレビドラマ
| 年   | 題名       | 役者               | 備考                    |
| ---- | ---------- | ------------------ | ----------------------- |
| 2024 | セナ Senna | ガブリエル・レオン | Netflixオリジナルドラマ |